# Humanistische Kursive

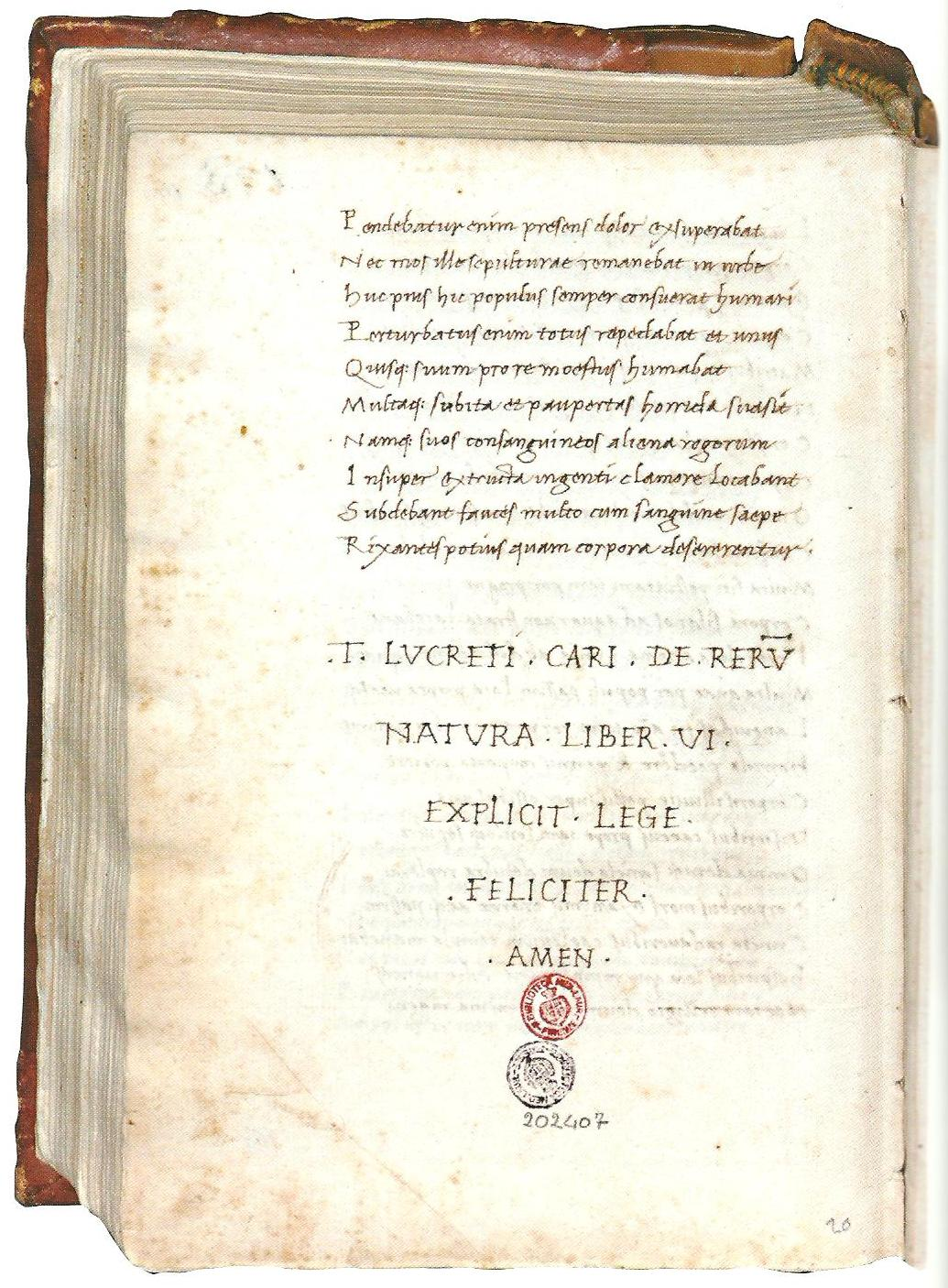
Humanistische Kursive von Niccolo Niccoli

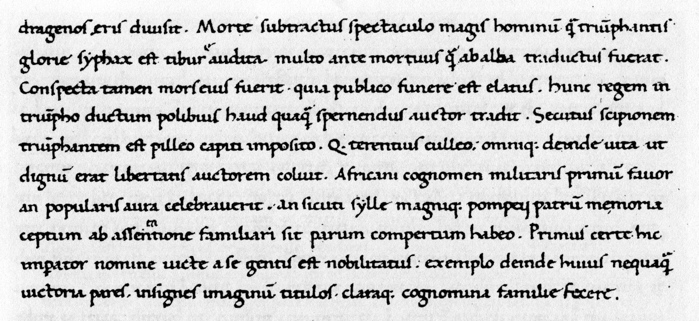
Humanistische Minuskel von Poggio Bracciolini

Die humanistische Kursive (humanistica corsiva – von lateinisch currere „laufen, rennen“) ist die Urform der lateinischen Schreibschriften. Sie wurde während des Renaissance-Humanismus in Italien entwickelt.
Durch den Einfluss der raschen Bewegungsausführung auf die Form der Schrift stellte sie eine Gebrauchsschrift und das dynamisch betonte Pendant zur humanistischen Minuskel, der mehr statisch aufgebauten Buchschrift von Poggio Bracciolini (1380–1459), dar. Mit ihrer Erfindung wurden zugleich Voraussetzungen für die Entwicklung der kursiven Drucktype geschaffen.

## Entstehung der humanistischen Kursive

Vergleich zwischen der humanistischen Minuskel und der humanistischen Kursive

Die humanistische Kursive hatte keine Vorbilder. Sie erhielt ihre Wesensart als humanistica corsiva durch die Verschmelzung von Elementen der italienischen Form der gotischen Kursive mit denen der neokarolingischen Minuskel.
Ihr Ursprung ist, wie auch der Ursprung der humanistischen Minuskel, eine Folge der Bemühungen Francesco Petrarcas (1304–1374) und Coluccio Salutatis (1330–1406) um eine klare, schlichte und gut lesbare Schrift als Gegenentwurf zu den gotischen (=„barbarischen“) Formen. Die Entwicklung der humanistischen Kursive ist eng mit dem Namen des Italieners Niccolò de’ Niccoli (1364–1437) in Florenz verbunden. Bei der Ausprägung ihrer charakteristischen Merkmale hat er im Umfeld der Frühhumanisten Coluccio Salutati, Poggio Bracciolini, Pomponio Leto, Leonardo Bruni, Flavio Biondo und anderen eine maßgebliche Rolle gespielt. Auch Niccoli war leidenschaftlicher Sammler antiker Manuskripte, die er kopierte und bearbeitete. Er stand in dem Ruf, ein hervorragender Schreiber zu sein, und bildete selbst Schreiber aus. Seine zügige Handschrift bildete sich Anfang des 15. Jh. immer mehr zu einer Konzept- bzw. „Schnellschrift“ aus. Dieser Prozess wurde unterstützt durch den neuen Beschreibstoff Papier. Das früheste aufgefundene Schriftbeispiel aus Niccolis Hand stammt aus dem Jahre 1423.

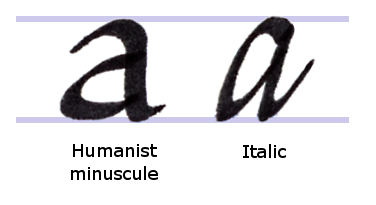
Zu den Innovationen von Niccolis Kursive zählt die Änderung des Buchstabens a von der humanistischen Minuskel in eine gerundete Form.

Niccolò de’ Niccolis vielleicht signifikanteste Änderung eines einzelnen Buchstabens war die des Kleinbuchstabens a in die „einstöckige“ Form ɑ, die sich so bis heute in den meisten lateinischen Schreibschriften findet.

## Charakter der humanistischen Kursive
Im Gegensatz zur statisch betonten humanistischen Minuskel, die aus einzelnen Elementen konstruiert ist, zeichnet sich die Kursive durch die fortlaufende bzw. wenig unterbrochene Linienführung aus. Dieser Fluss wird durch die Verbindungen/Ligaturen, durch das Abschleifen der Form sowie durch eine mehr oder weniger ausgeprägte Schräglage der Grundstriche unterstützt.
Da diese neue Schriftform im Detail nicht festgelegt (kanonisiert) war, entstanden vielfältige Varianten. So waren Mischformen/Hybride, bei denen einmal die gotischen Elemente, ein andermal die neokarolingischen Merkmale bzw. solche der humanistischen Minuskel dominierten, keine Ausnahme.
Das breitgefächerte Spektrum von humanistischen Kursiven reichte von flüchtig geschriebenen Handschriften mit kurrenten Zügen (humanistica currens) bis hin zu formbetonteren Schriften, die mit etwas breiter zugeschnittenem Federkiel geschrieben waren und durch den Fett-Fein-Kontrast der Linien ästhetisch besonders reizvoll wirken.
Zur Hervorhebung (Auszeichnung) von Überschriften, Kapitel- oder Satzanfängen wurden wie bei der humanistischen Minuskel die Formen der Capitalis von den römischen Inschriften verwendet. Zunächst meist unauffällig, klein und senkrecht stehend, nahmen diese Majuskel im Text in zunehmendem Maße die Schräglage der Kleinbuchstaben an, wurden teilweise dem jeweiligen Duktus des Schreibers angepasst und erst später Gegenstand kalligrafischer Ausdruckssteigerungen.

Beispiele für das breite Spektrum der humanistischen Kursive
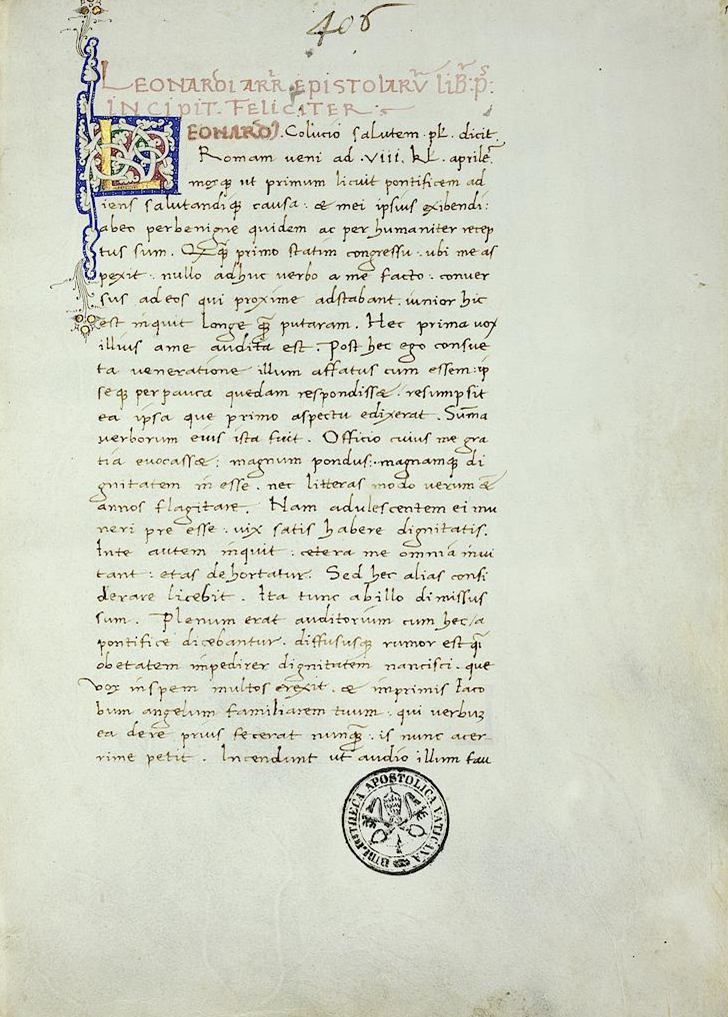
Leonardo Bruni, Italien 1440
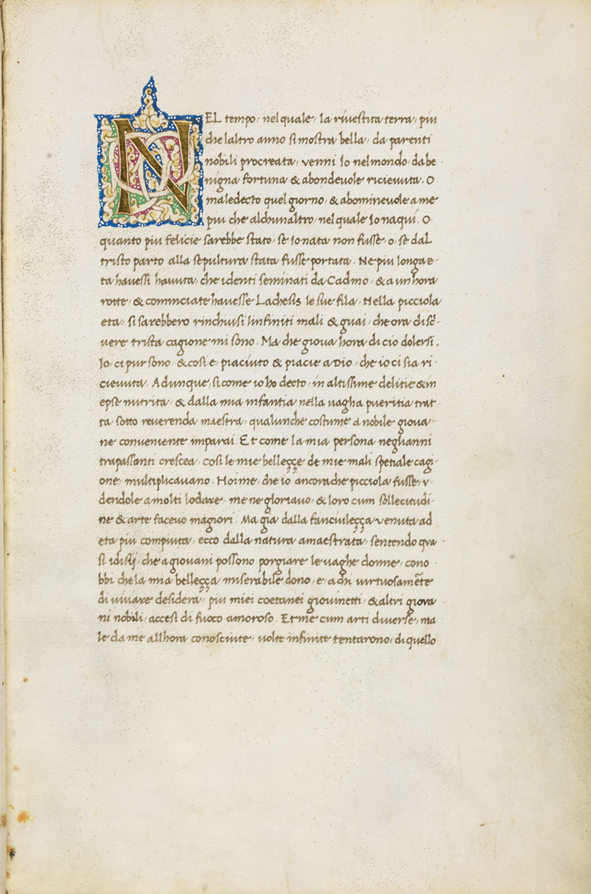
J. C. von Imola, Italien 1467
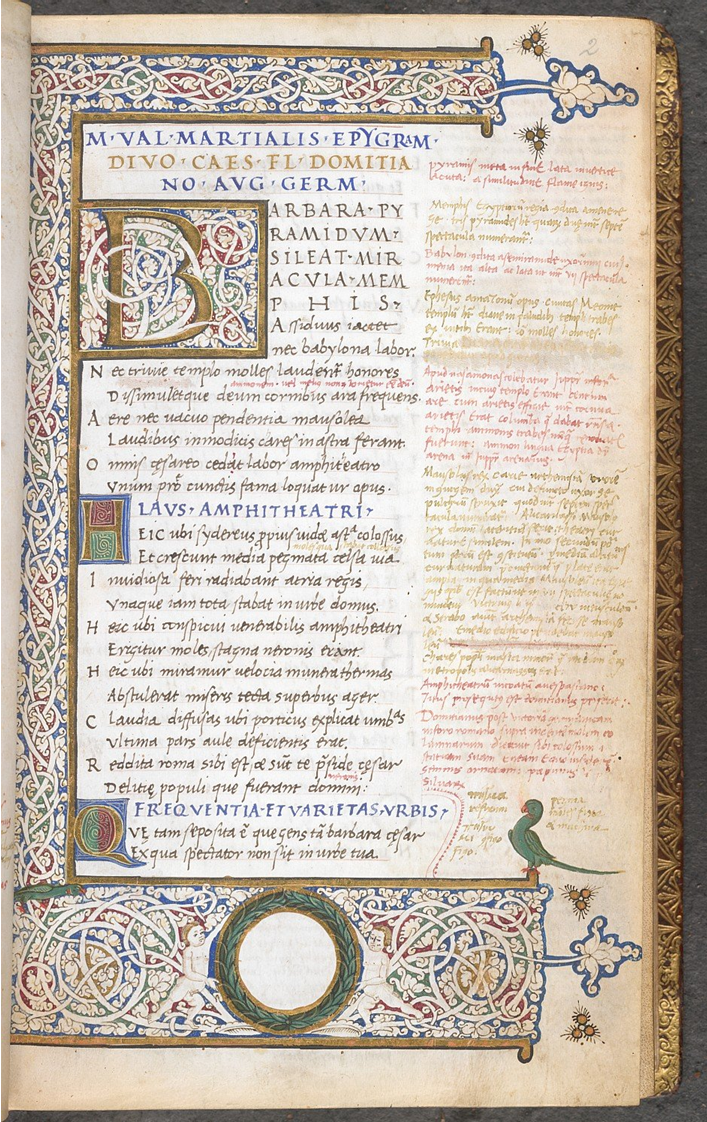
Pomponio Leto, Rom 1470
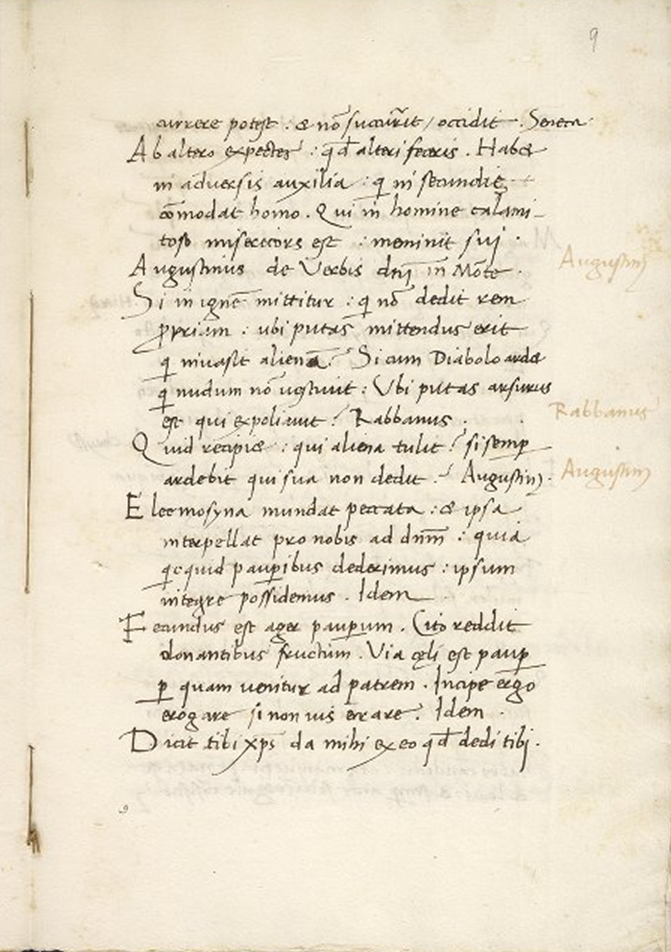
L. Cynthius, Italien 1475–1499

## Ausprägung und Verbreitung des Stils der lateinischen Form der Kursive
Einen wesentlichen Beitrag zur stilistischen Vervollkommnung der Kursive leisteten zunächst die florentinischen Kanzleien. Seit dem 15. Jh. entwickelte sich unter dem Einfluss humanistisch gebildeter Sekretäre eine neue Form der Kanzleischrift, die Cancellaresca romana. Diese entsprach in ihrer Grundstruktur dem Charakter der humanistischen Kursive und stellte eine Abkehr von der gotischen Kanzleischrift dar. Als Cancellaresca formata und Cancellaresca corsiva hatte sie sich in den päpstlichen Kanzleien für die Gestaltung der Breven (littera da brevi) als gut lesbare, einfach und schnell zu schreibende Schrift herauskristallisiert, die zugleich gehobenen ästhetischen Ansprüchen gerecht wurde. Die lateinische Form der Kanzleischrift zeichnete sich gegenüber den teils informellen, individuell geprägten humanistischen Handschriften (humanistica currens) durch einen formal gestrafften, schmallaufenden Duktus aus. Die elegante Wirkung der Cancellaresca romana wurde durch den ausdrucksvollen Kontrast in der Liniengestaltung, dem Wechselzug, unterstützt.

Beispiele für die stilistische Vervollkommnung der Kursive
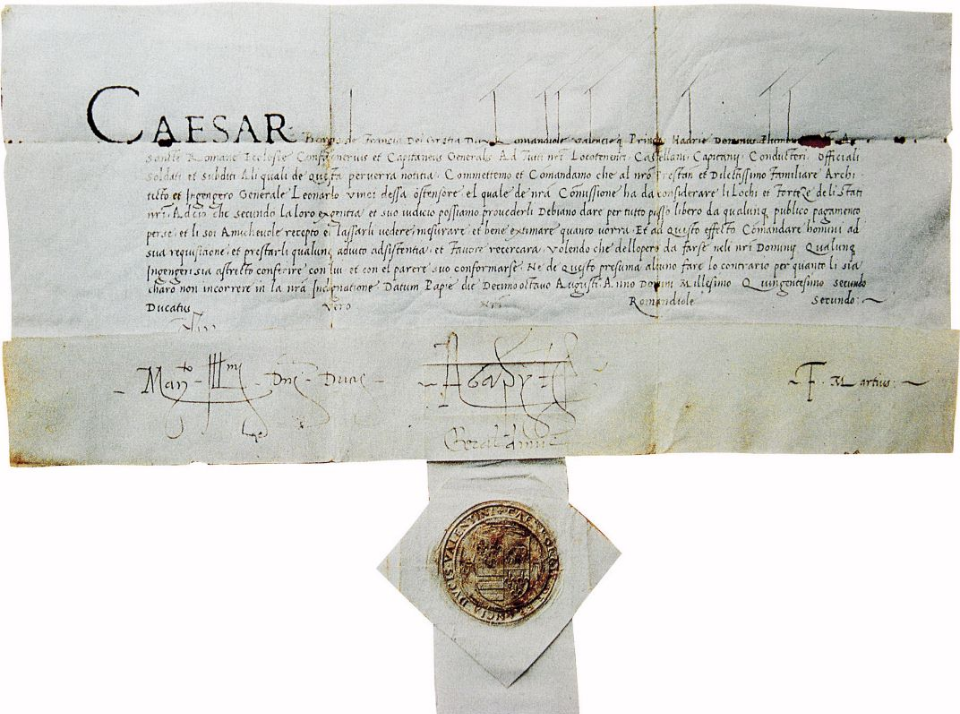
Passierschein für Leonardo da Vinci 1502
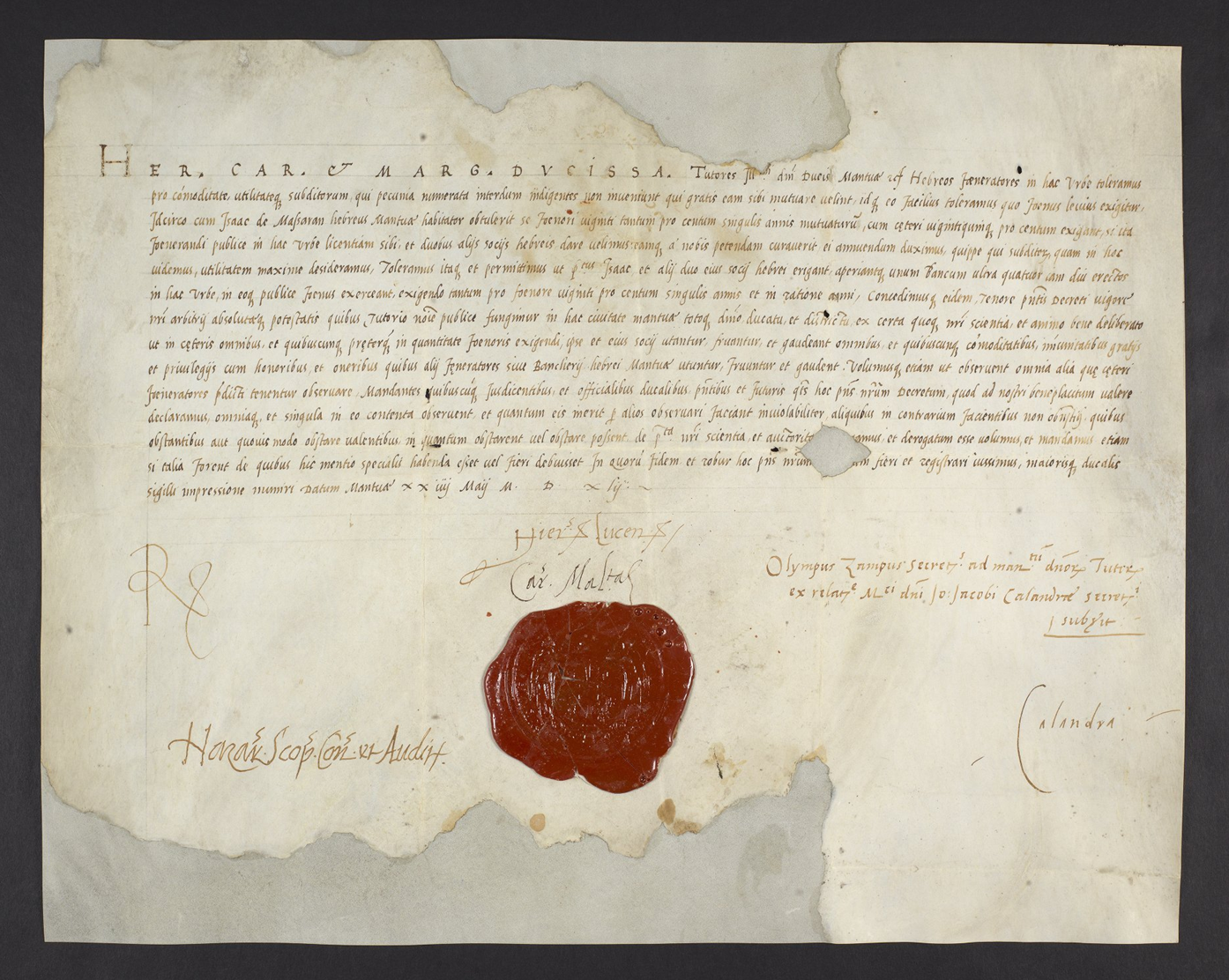
Urkunde, Mantua 1542
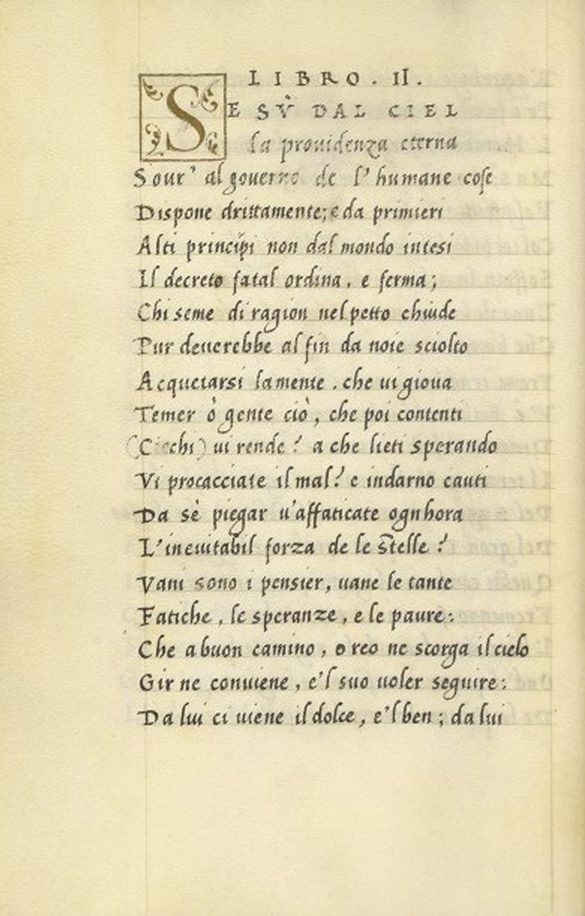
Buchseite, Italien vor 1546
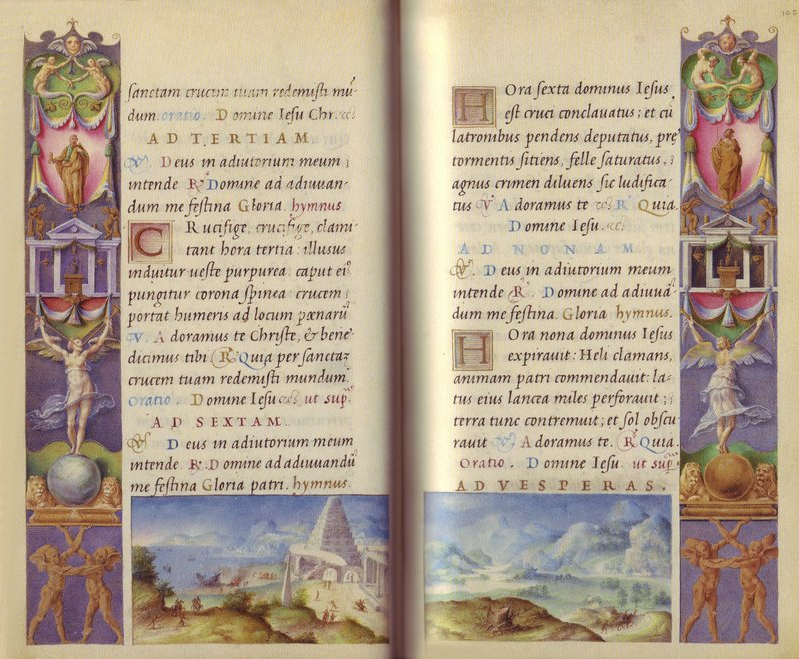
Stundenbuch des Farnese, Rom 1546

Die Entwicklung und Anwendung des neuen Schreibstils beschränkte sich nicht auf die päpstliche Kanzlei. Die Cancellaresca wurde auch in der florentinischen Staatskanzlei für Urkunden, Ausweise, Eintragungen in Amtsbücher usw. gepflegt. Außerdem wurde die Cancellaresca romana von zeitgenössischen Gelehrten und Künstlern, meist Humanisten, für lateinische Texte und als Zeichen der neuen Bildung bevorzugt. Da auch Studenten, Wissenschaftler und Künstler nördlich der Alpen durch ihren Aufenthalt in Italien Bekanntschaft mit dieser gefälligen Schrift machten und ihre Eigenschaften schätzten, vollzog sich, wenngleich nur langsam, ein Wandel im Schriftgebrauch, der auch durch die Sendschreiben der päpstlichen Kurie gefördert wurde.

Beispiele für individuelle Ausformungen der Kursive
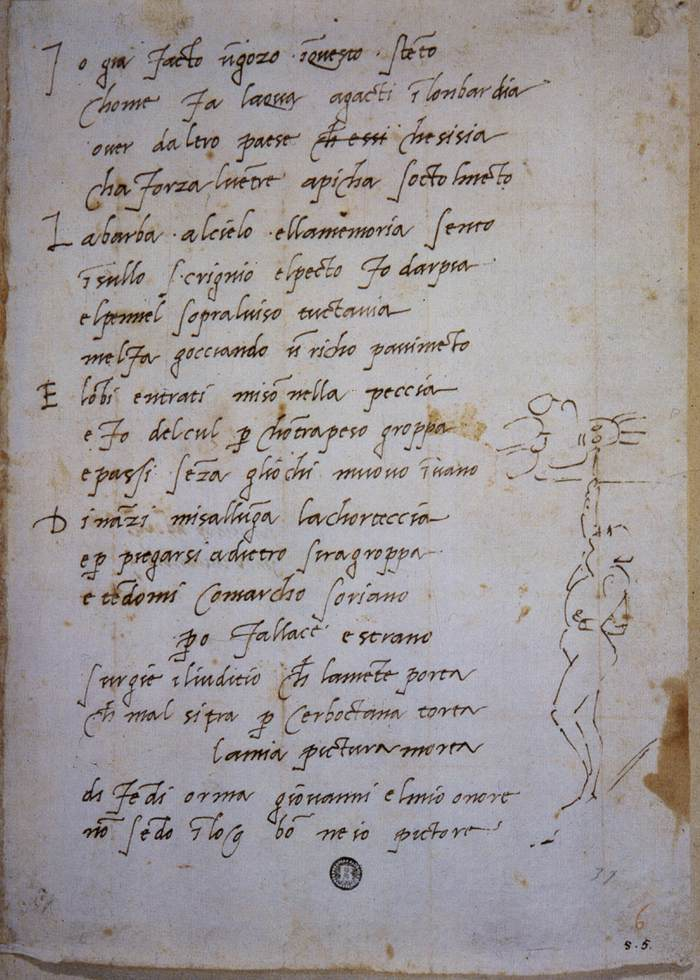
Michelangelo, etwa 1510
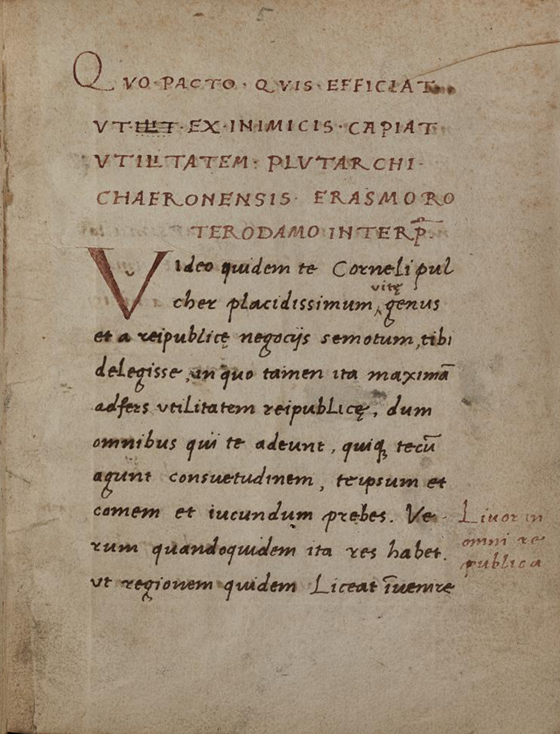
Erasmus von Rotterdam, 1514
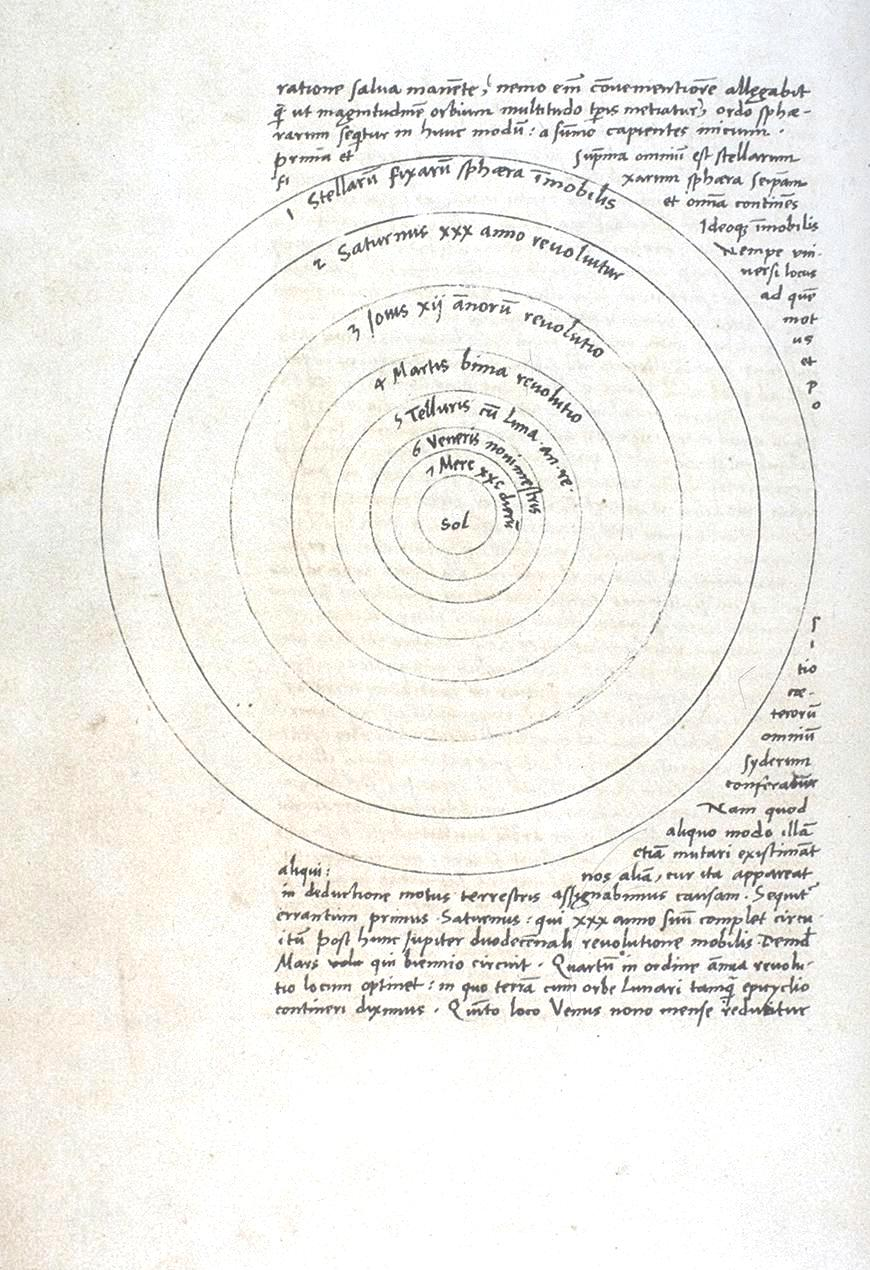
Kopernikus, 1. Hälfte 16. Jh.
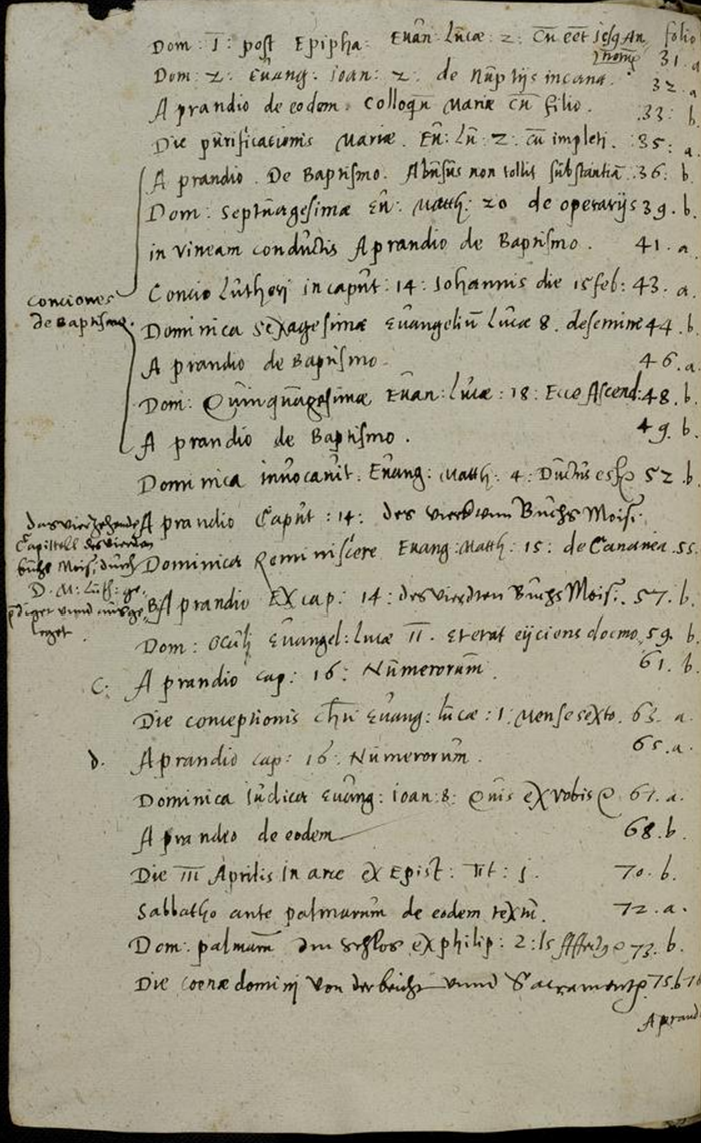
Martin Luther, 1550

## Die Konsolidierung des kursiven Stils der lateinischen Schrift
Unter den vielfältigen Erscheinungsformen der Cancellaresca, deren Bezeichnungen dementsprechend unterschiedlich ausfielen, war die Cancellaresca formata durch eine weniger schräge Grundstrichstellung charakterisiert. Aus dieser Variante entwickelte der Stempelschneider Francesco Griffo da Bologna im Auftrag des venezianischen Verlegers und Druckers Aldus Manutius um 1501 die erste kursive Drucktype aus Blei. Der Druck mit diesen schmallaufenden und damit platzsparenden Typen leitete mit den sogenannten Aldinen die Entwicklung der Taschenbücher ein. Ludovico degli Arrighi, genannt Vincentino, der auf eine lange Karriere als Kalligraf in der päpstlichen Kanzlei vor allem als scrittore da brevi apostolici (päpstlicher Brevenschreiber) zurückblicken konnte, schuf die jüngere Version der Kursive, die Cancellaresca corsiva. Seine gestalterischen Intentionen waren dabei weniger auf den ökonomischen Faktor der Papierersparnis, sondern mehr auf die ästhetische Qualität der Schrift gerichtet. Von ihm stammt unsere „moderne“ Form der kursiven g-Minuskel und die Ligatur ſs, die als Ursprung des deutschen Buchstabens ß angenommen wird.

Zusammenhang von Brevenschrift und kursiver Drucktype
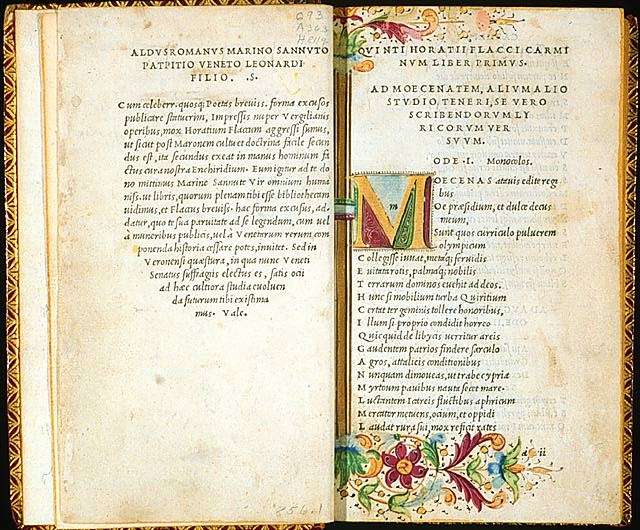
Erste kursive Drucktype von Francesco Griffo 1501
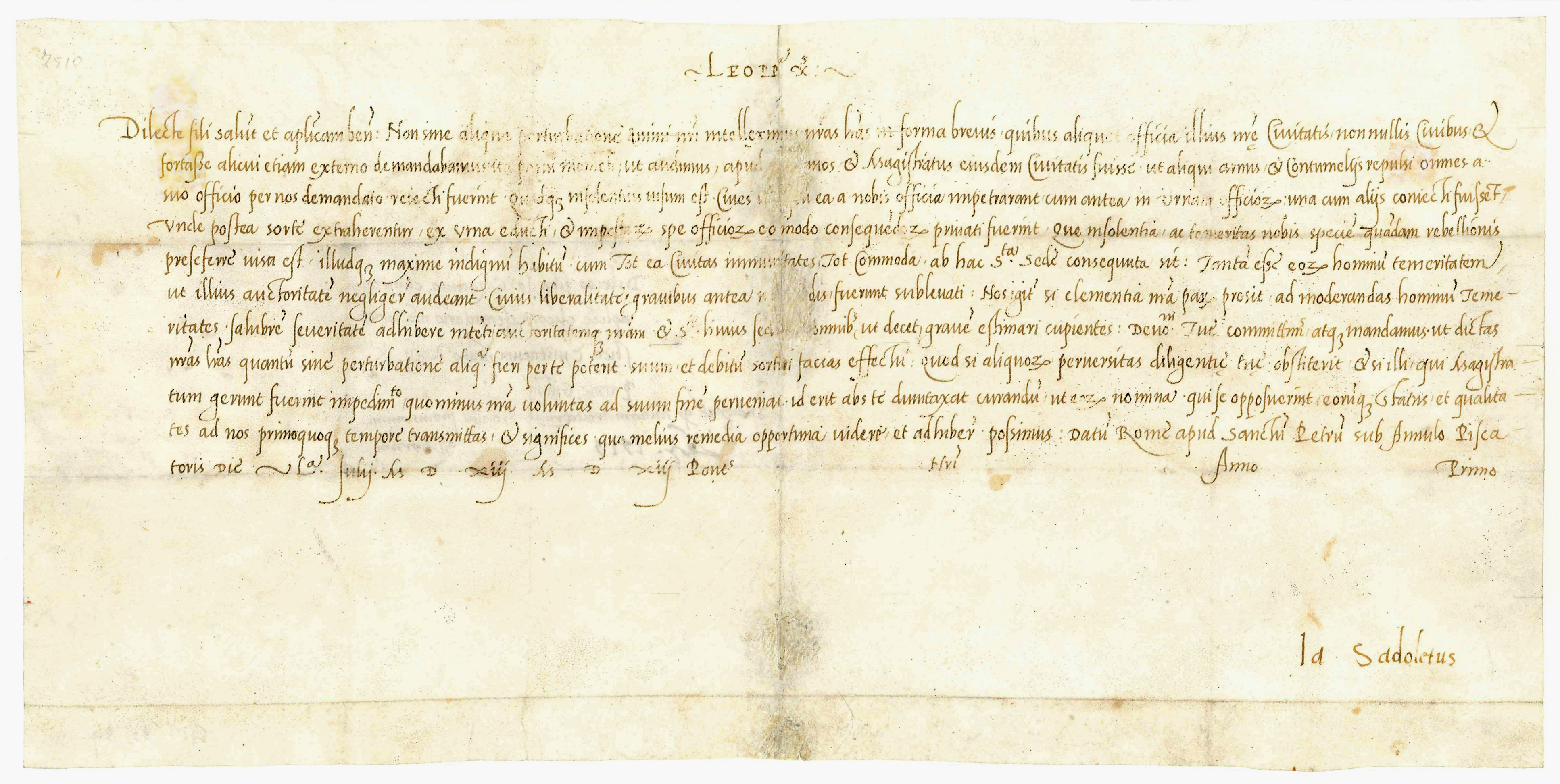
Cancellaresca im Breve geschrieben von Ludovico degli Arrighi 1513
Neue g-Minuskel und Ligatur des ſs (ß) in La Operina von Arrighi 1522
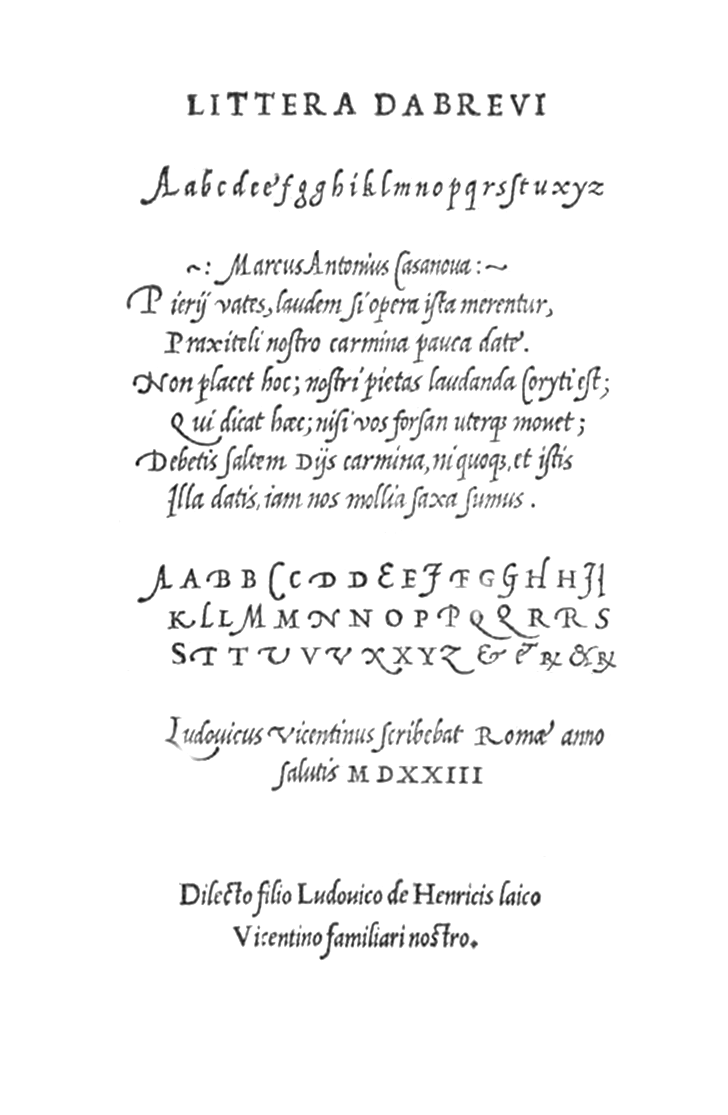
Arrighis Littera da brevi 1523
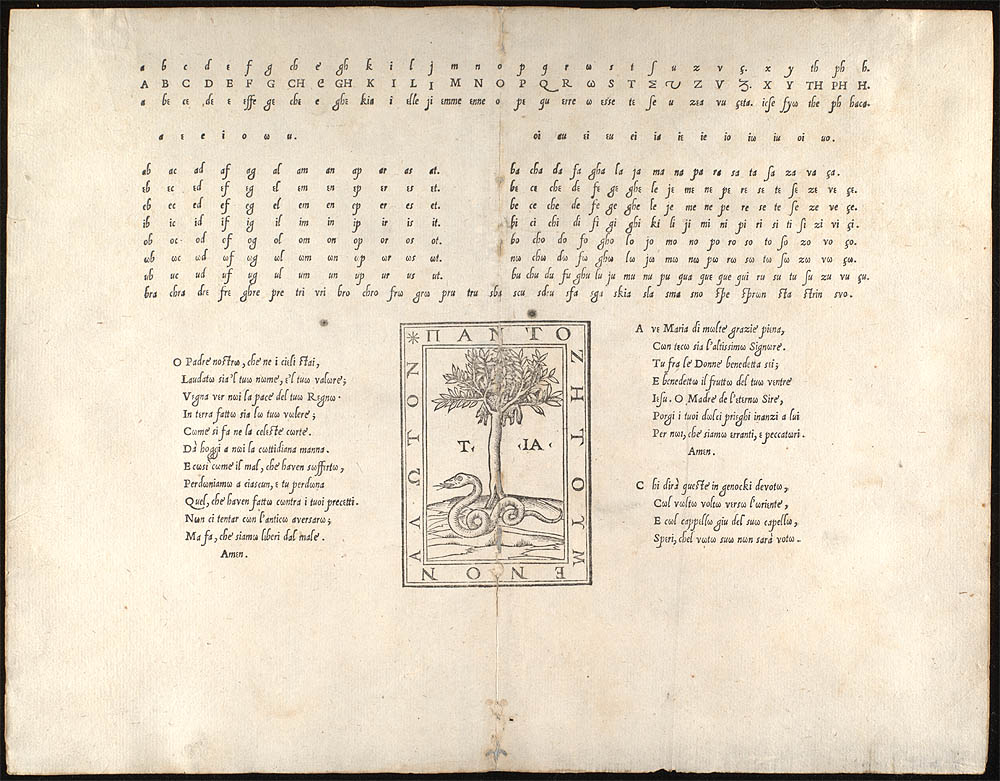
Arrighis kursive Drucktype 1529

Kursive Drucktypen existierten über einen langen Zeitraum als eigenständige Textschriften von Büchern. In der Literatur zur Schriftgeschichte wird das 16. Jahrhundert auch als „Age of Italics“ bezeichnet, weil viele Bücher, besonders in Renaissance-Italien, in kursiv (italic) gedruckt wurden.
Erst nach und nach löste die Antiqua die kursiven Drucktypen als Brotschrift ab und kursive Drucktypen wurden nur noch zur Auszeichnung beispielsweise bei Titeln und Kapitelanfängen eingesetzt. 1702 stellte Phillippe Grandjean de Fouchy in Frankreich mit der Romain du Roi den ersten richtigen Typenverbund zwischen den zwei verschiedenen Schriften Antiqua und Kursive (Roman und Italic) her. Damit war die Weiterentwicklung der gedruckten Kursive als „Schwesterschrift“ der Antiqua auf den Weg gebracht. Danach diente die kursive Type in der Regel nur noch als Ergänzungs- bzw. Auszeichnungsschrift. Heute gehört sie als Schrift„schnitt“ zu einer Schriftfamilie.
Das Erlernen der Cancellaresca romana und ihre Verbreitung wurde vor allem durch die Schreibmeisterbücher gefördert. 1522 hatte Ludovico degli Arrighi als erster dieser Schriftform ein Lehrbuch (La Operina) gewidmet. Danach erschienen in Italien weitere Anleitungen, von denen besonders die der Schreibmeister Tagliente 1524 und 1546, Verini 1536, Palatino 1540, Cataneo 1545, Amphiareo 1554 und Cresci 1569 über ihre Zeit hinaus Bedeutung erlangten.

Beispiele für die Cancellaresca in italienischen Schreibmeisterbüchern
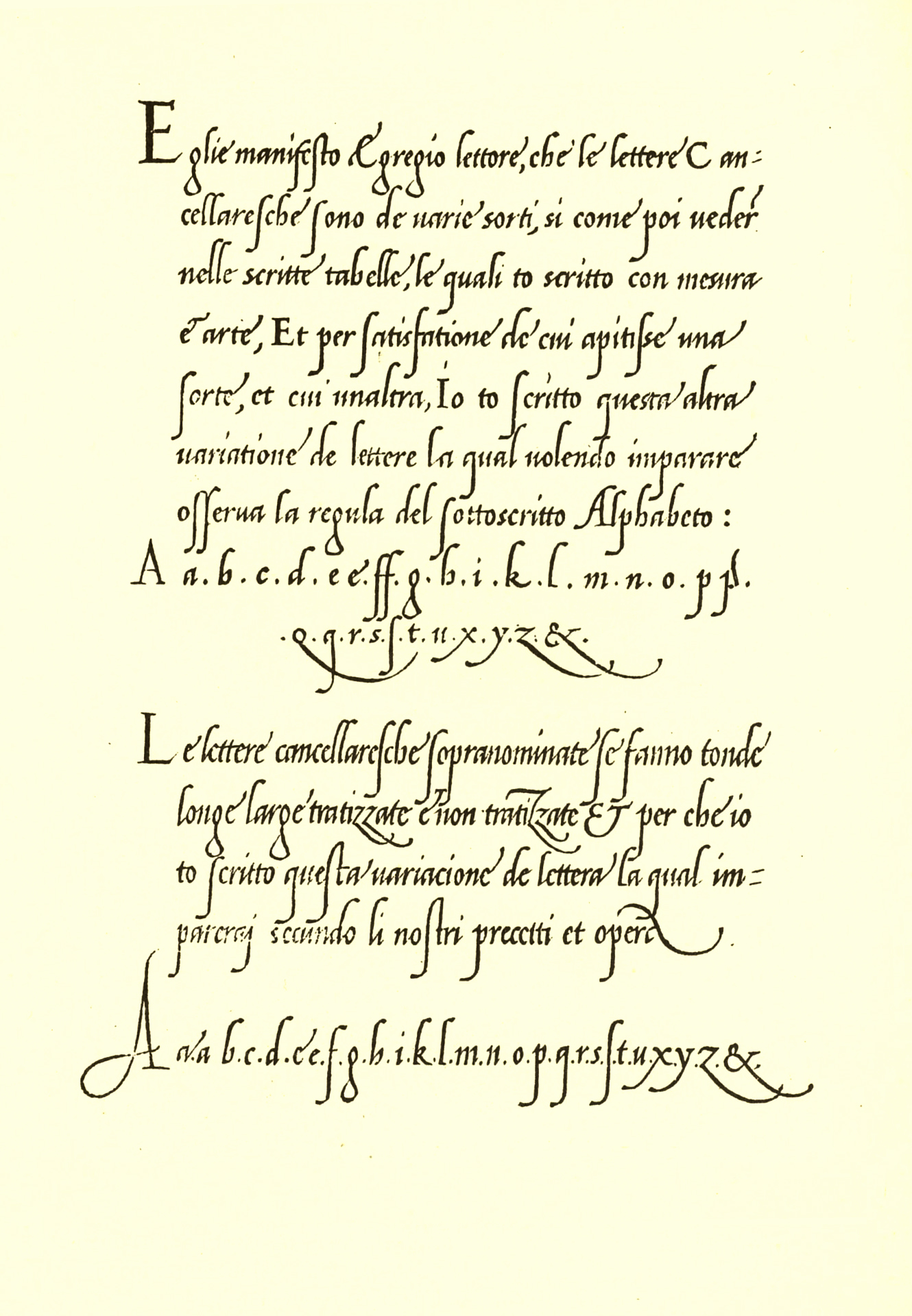
Giovanni Antonio Tagliente, Venedig 1524
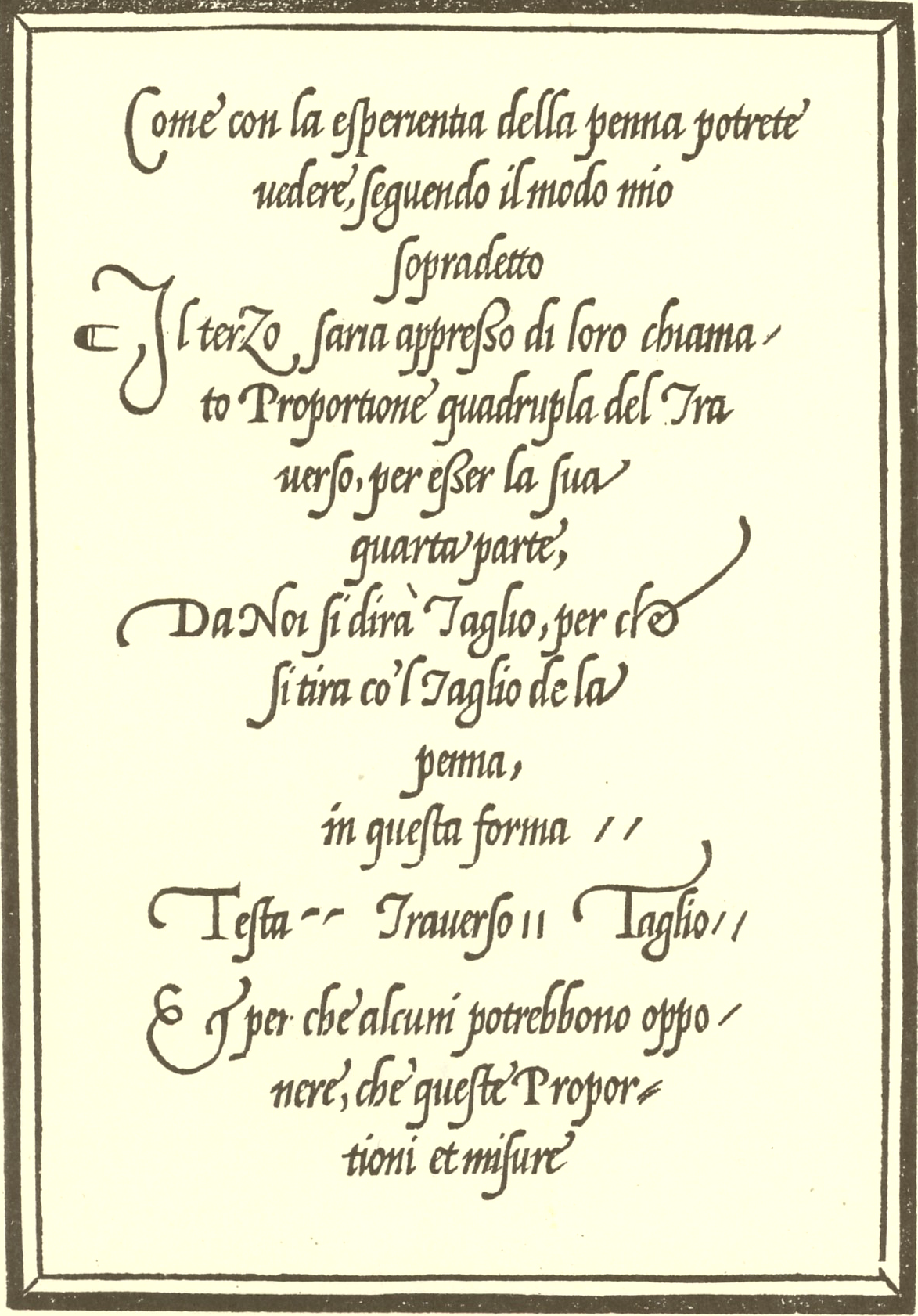
Giovanni Battista Palatino, Rom 1540
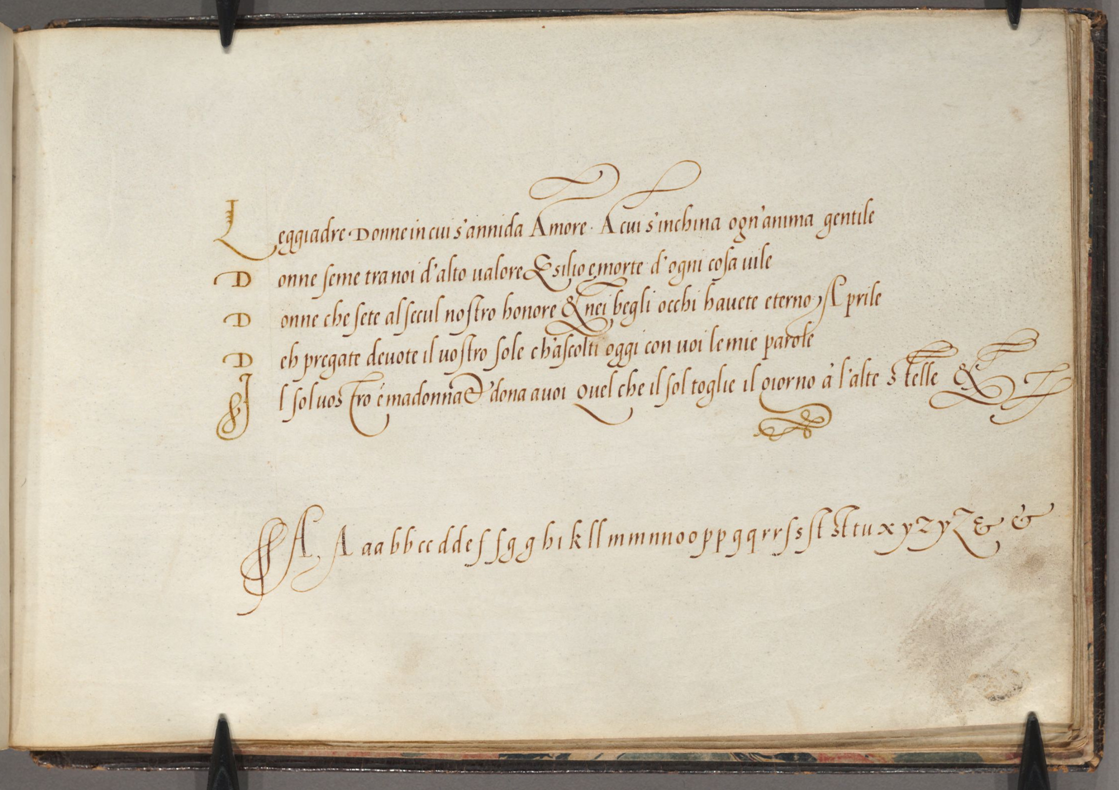
Bernardino Cataneo, Siena 1545
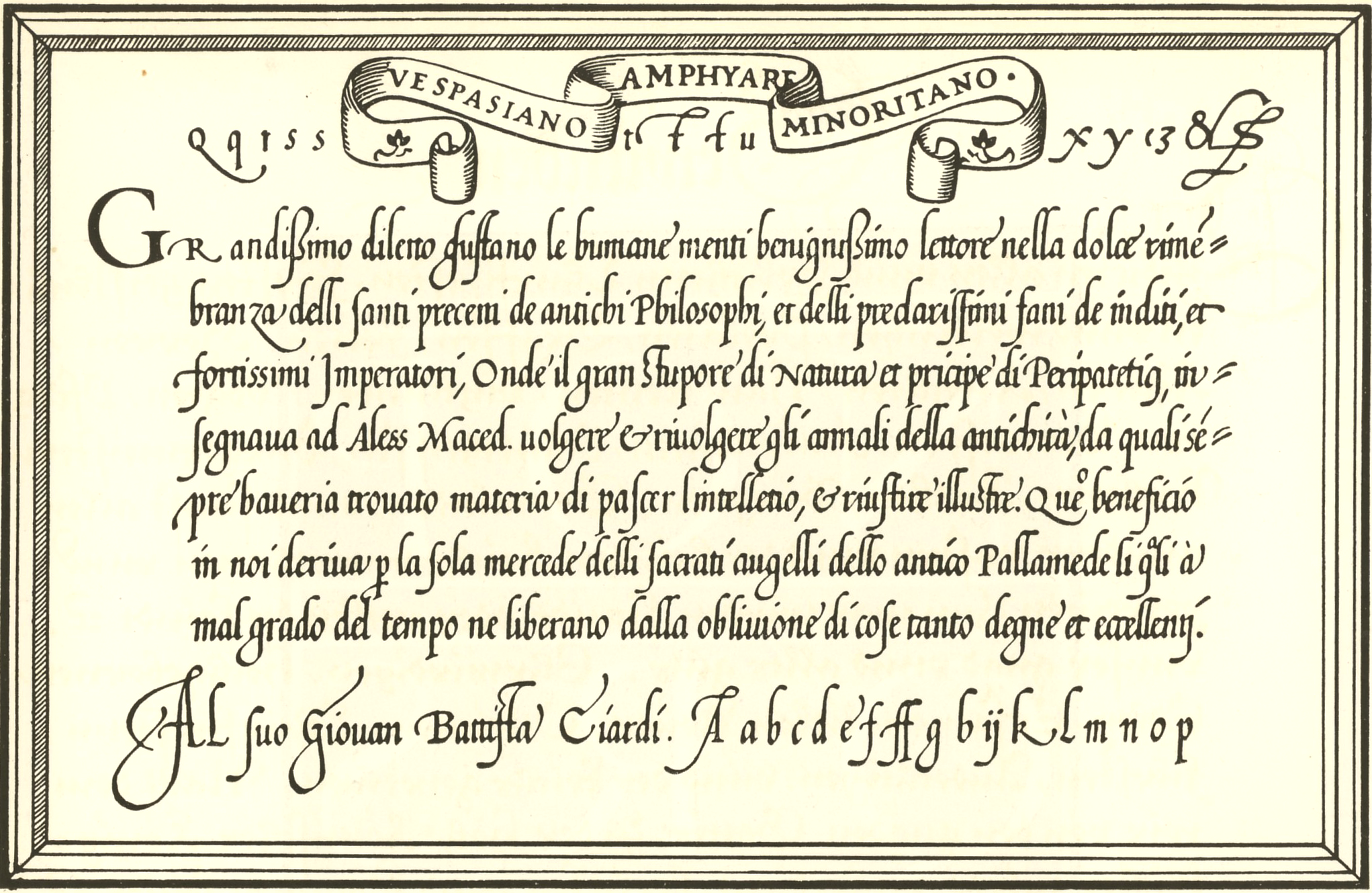
Vespasiano Amphiareo, Venedig 1554

Die erste Cancellaresca nördlich der Alpen wurde 1540 von dem Universalgelehrten Gerard Mercator in den Niederlanden propagiert (siehe: Literarum latinarum, quas italicas, cursoriasque vocant, scribendarum ratio). Für die Beschriftung seiner Landkarten und Globen favorisierte er anstelle der gotischen Schrift die Cancellaresca italica, die danach 200 Jahre lang den Kartenstil geprägt hat. 1548 begründete Juan Yciar in Saragossa mit seinem Schreibmeisterbuch die Kalligraphie in Spanien. Darüber hinaus leistete Francisco Lucas, Madrid 1577, einen herausragenden Beitrag zur Vervollkommnung des Stils der Italic.

Beispiele für die Cancellaresca in Schreibmeisterbüchern außerhalb Italiens
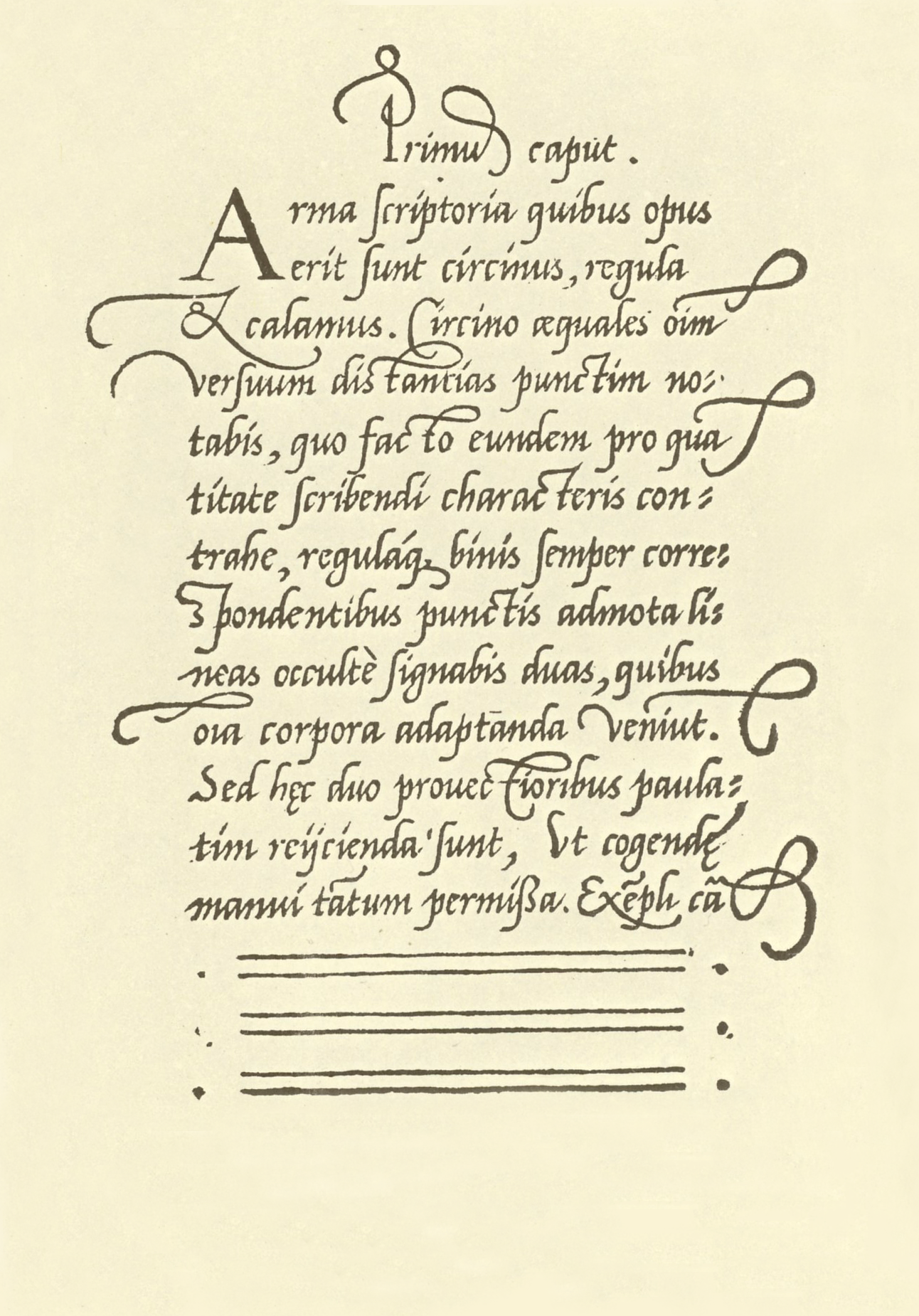
Gerhard Mercator, Louvain 1540
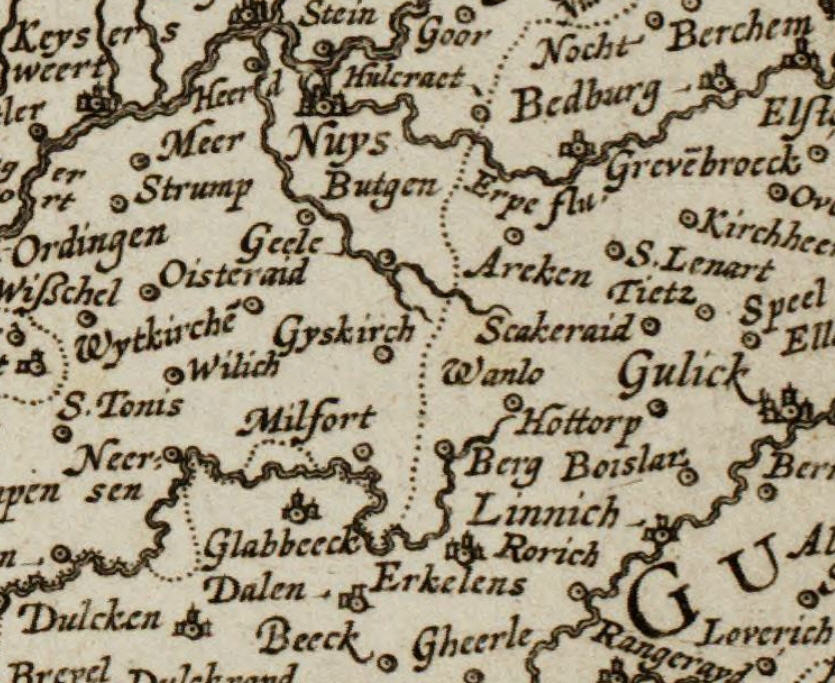
Kartenschrift von Gerhard Mercator
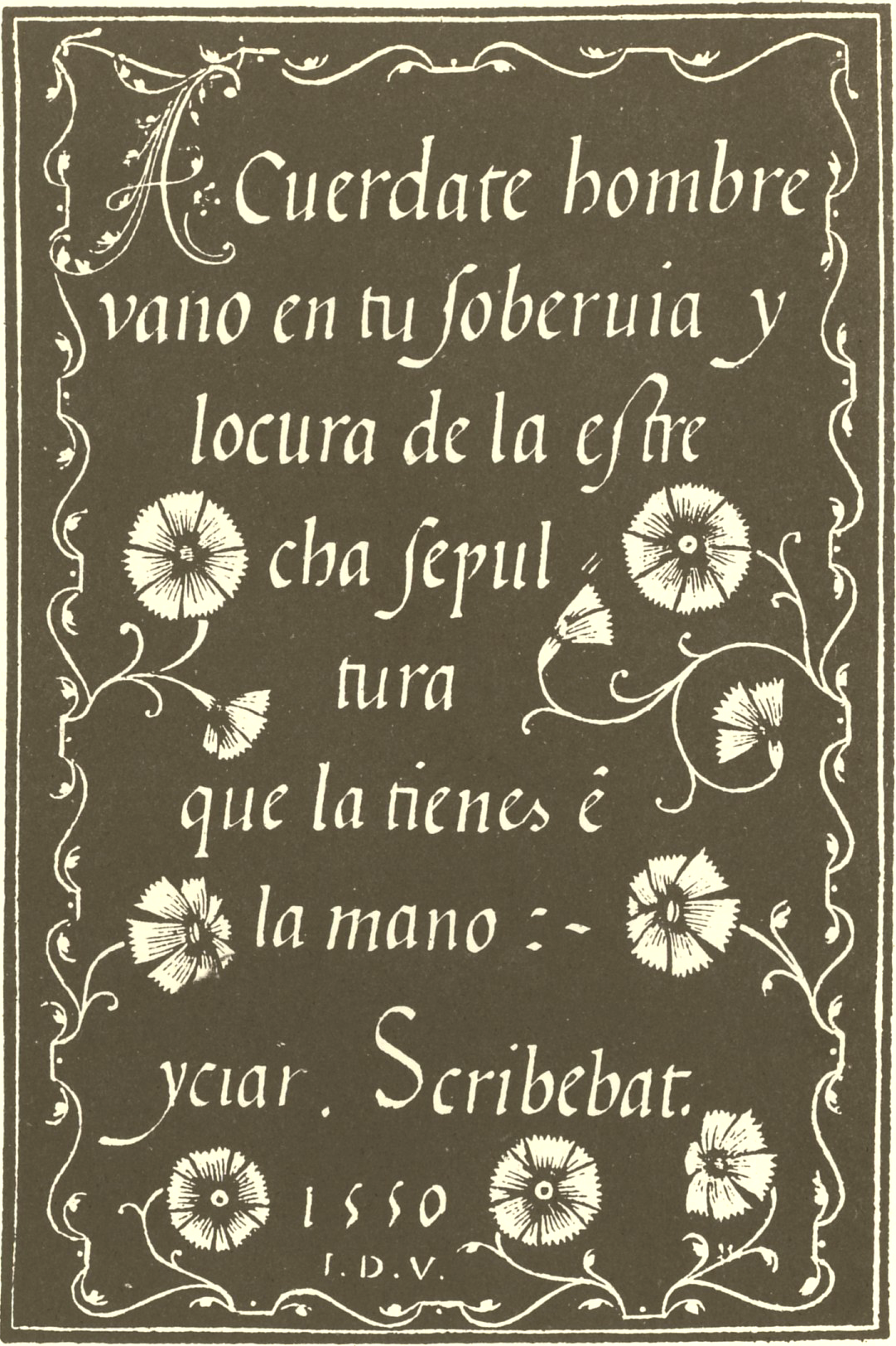
Juan de Yciar, Saragossa 1550
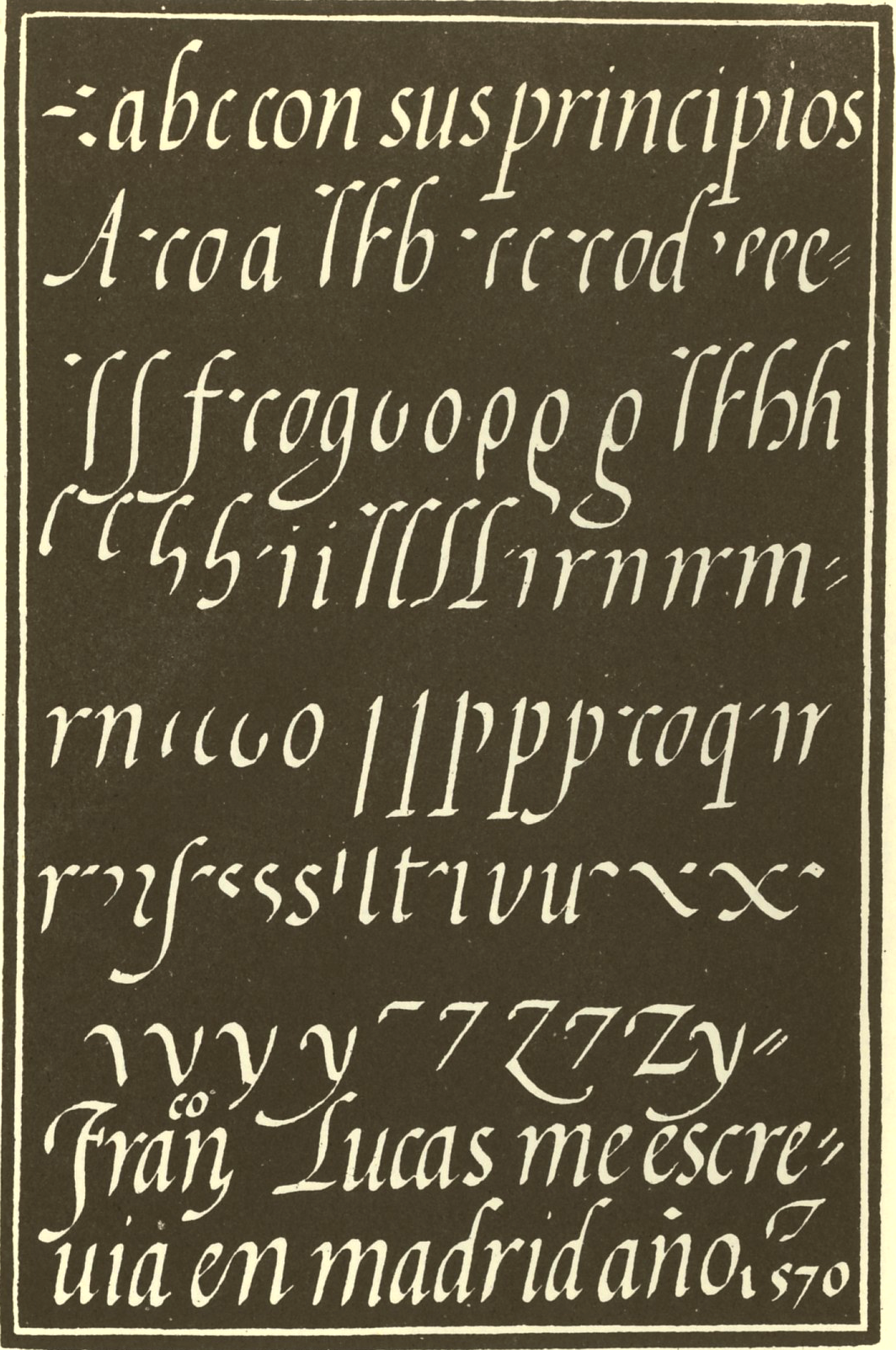
Francisco Lucas, Madrid 1570

## Die geschriebene Kursive in der Nachrenaissancezeit
Die Entwicklung der lateinischen Kanzleischriften war bis in die Mitte des 16. Jh. vorwiegend vom Gebrauch der Breitfeder sowie durch den Holzschnitt bestimmt, mit dem die Vervielfältigung der Vorlagen in den Schreibmeisterbüchern erfolgte. Diese technischen Bedingungen unterstützten die Entwicklung einer „gesunden renaissancehaften Kernigkeit des Duktus“. Nach und nach wurde die Schlichtheit und Strenge der Form durch Neuerungen in der Schreibtechnik aufgegeben. Ein schmalerer Federnzuschnitt führte zu dünneren Grundstrichen. Damit wurde der ausdrucksvolle Fett-Fein-Kontrast zugunsten der Magerkeit der Schriftzeichnung aufgegeben. Darüber hinaus führte das tiefere Einschneiden der weichen Schreibfeder zu deren größerer Elastizität. Bereits bei geringem Druck entstand ein Schwellzug. Tropfenförmige Verdickungen an den stark gebogenen Oberlängen und weitausholende dekorative Schwünge am Beginn und am Ende insbesondere der Großbuchstaben konnten durch die Einführung und Verbreitung des Kupferstichs nicht nur besser vervielfältigt werden, sondern die technischen Möglichkeiten des Stichels selbst regten zu artistischen Gestaltungen an, die dann mit der Feder nachgeahmt wurden. Solche Veränderungen kamen den Stilauffassungen des 17. Jh. entgegen und begünstigten die grundlegende Wandlung der lateinischen Kanzleischrift im Geiste des Barock.
Die Führung in der Weiterentwicklung der Kursive als Schreibschrift ging nach der Mitte des 17. Jh. in die Hände französischer, spanischer und niederländischer Kalligrafen über. Dabei nahmen die virtuosen Schwünge, die sich nicht selten zu opulenten Federspielen verselbständigten, immer mehr zu. Auch in unserer Zeit wurde die Humanistische Kursive – mit weiteren Schwüngen – von Martin Andersch weiterentwickelt.

Beispiele für die Veränderung des kursiven Schreibstils
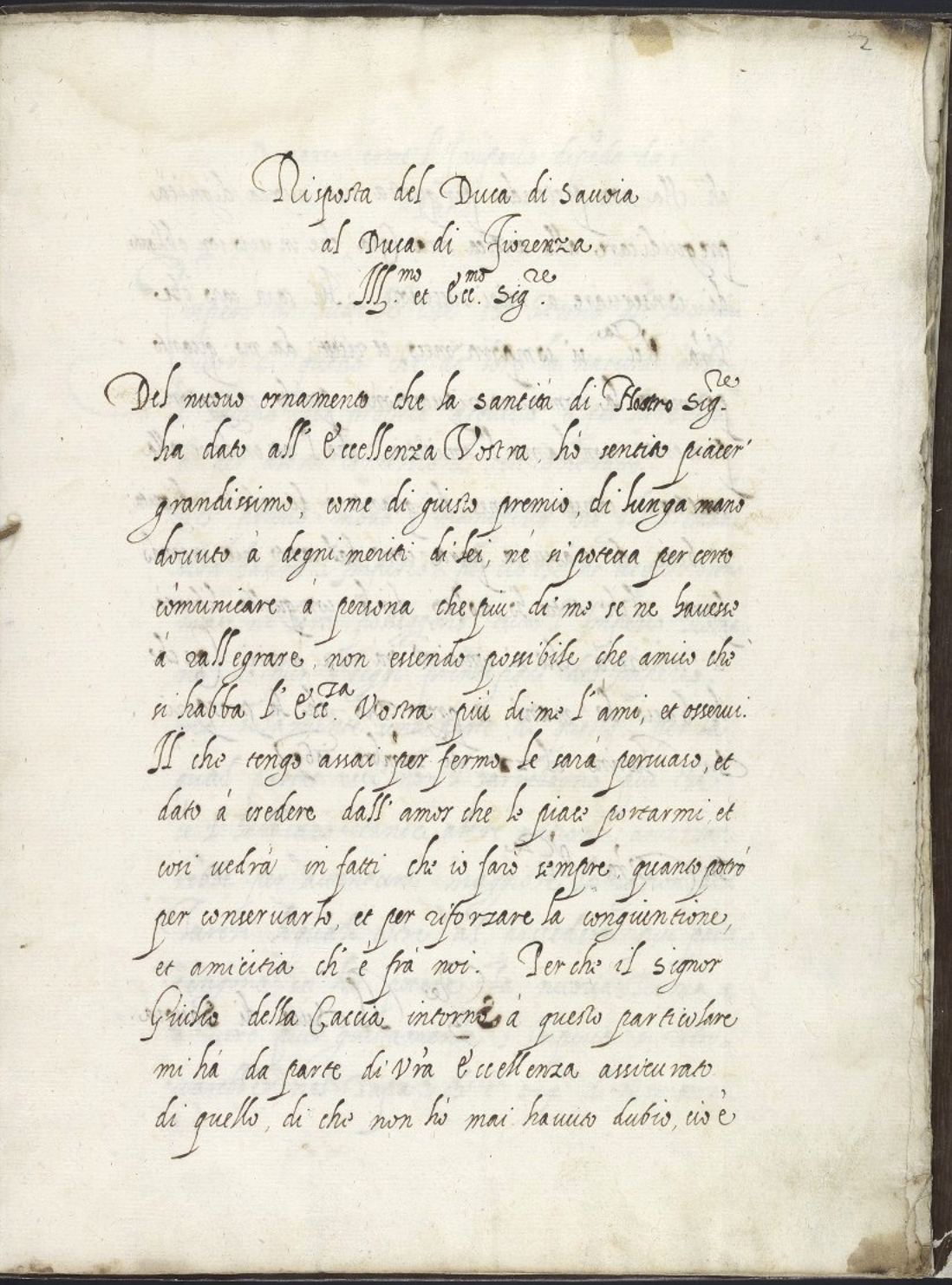
Kursive, Italien ca. 1600
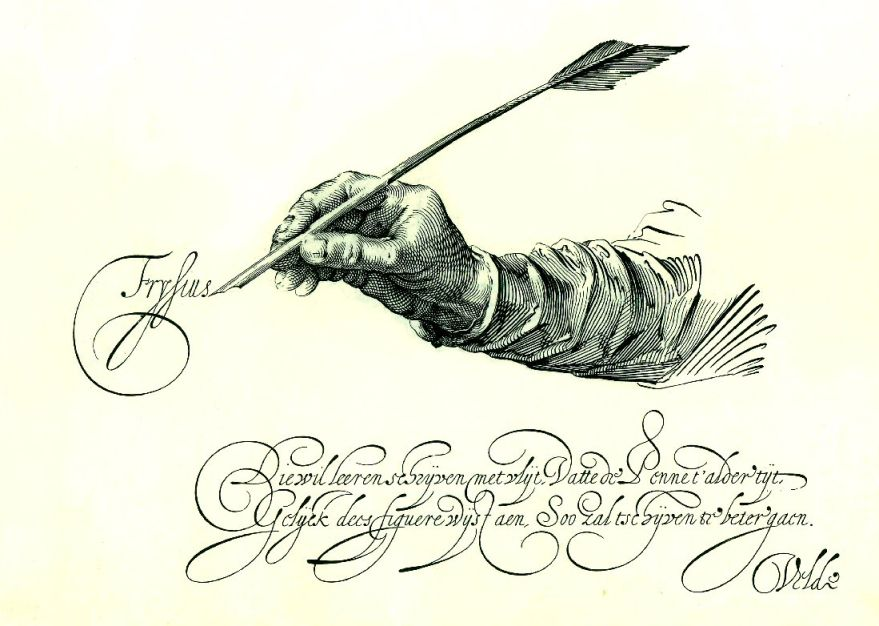
Jan van de Velde (I), Amsterdam 1605
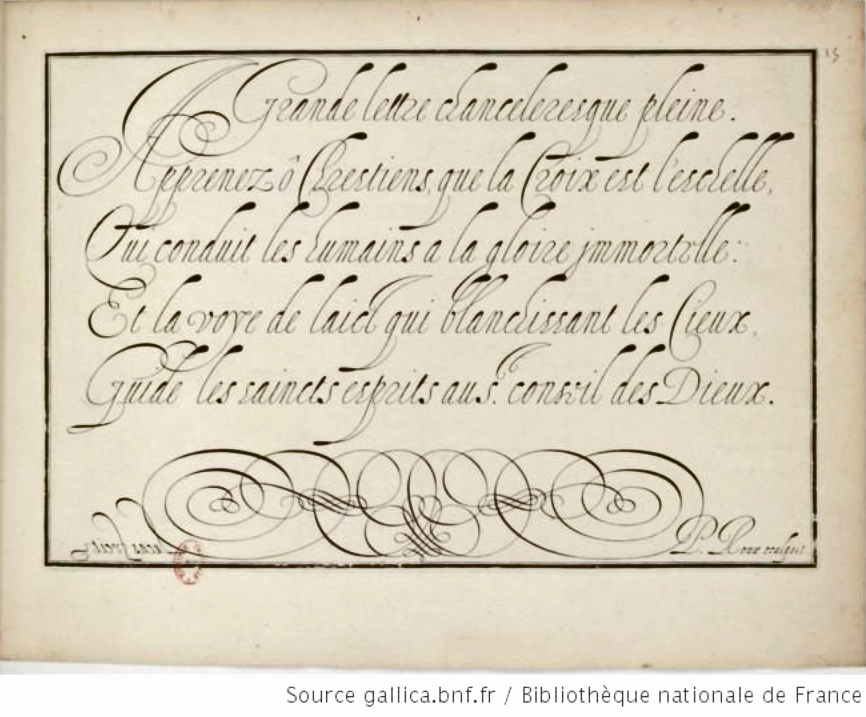
Lucas Materot, Avignon 1608
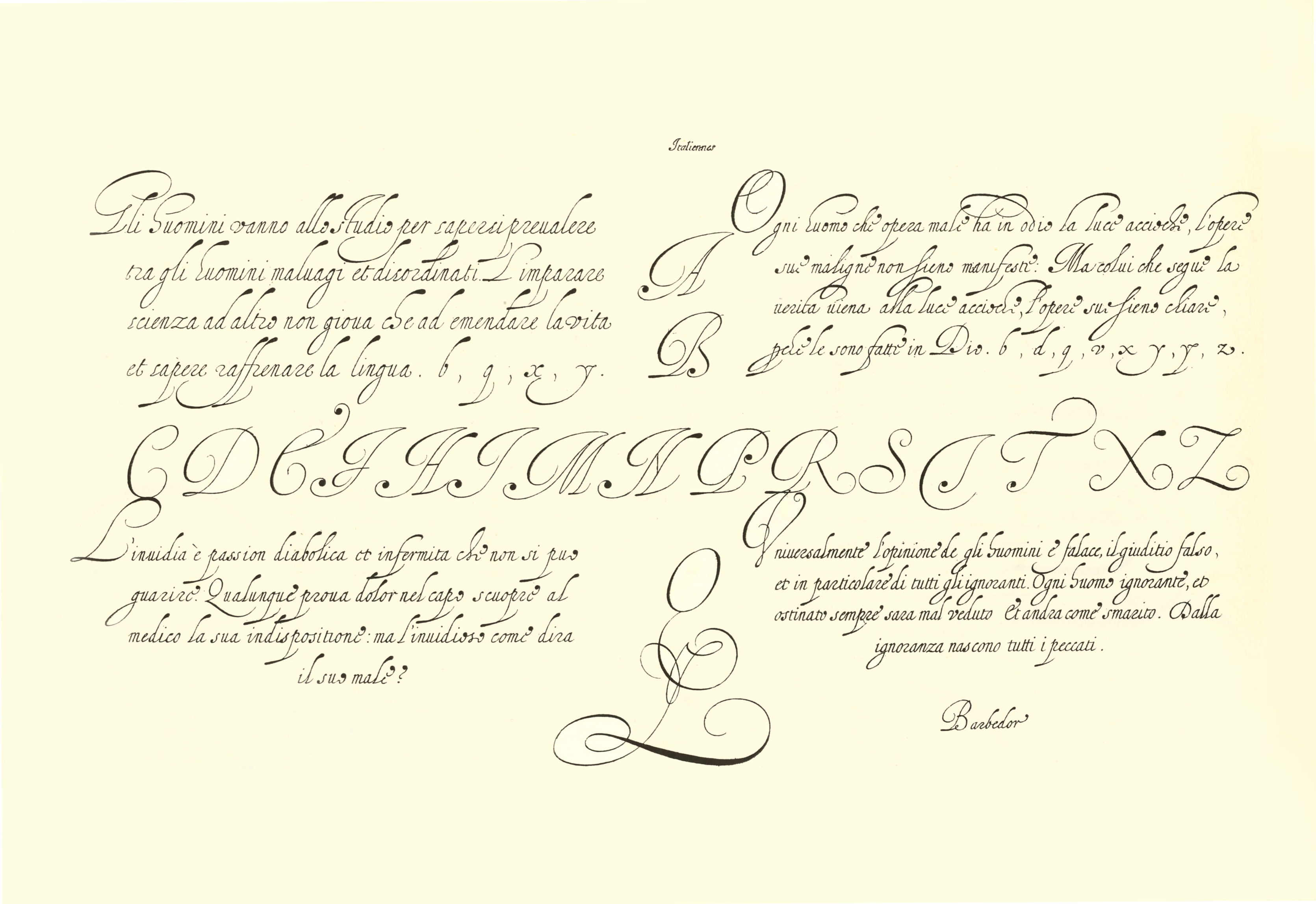
Louis Barbedor, Paris 1647
Cancellaresca von Martin Andersch, Hamburg 1989

## Weiterentwicklung in Frankreich und England zur lateinischen Schreibschrift
Nach der Zerstörung der Apostolischen Kammer beim Sacco di Roma 1527 zogen viele Schreiber von Rom nach Südfrankreich, wo sie die Schrift weiterentwickelten und ihr fließendere, geschwungenere Formen gaben. Um 1600 wurde daraus die Circumflessa, welche im frühen 17. Jahrhundert zur französischen Ronde weiterentwickelt wurde. Die Ronde wurde dann im 17. und 18. Jahrhundert in England zur Round hand weiterentwickelt. Diese wurde die Basis der englischen Copperplate und der daraus folgenden englischen longhand (Schreibschrift). Diese englische Schreibschrift (in Frankreich Anglaise genannt) fand im 18. und 19. Jahrhundert Ausbreitung über ganz Europa und auch nach Amerika. Sie wird im deutschen Sprachraum als lateinische Schreibschrift bezeichnet, um sie von der deutschen Kurrentschrift zu unterscheiden, welche eine ganz andere Entwicklung genommen hatte.

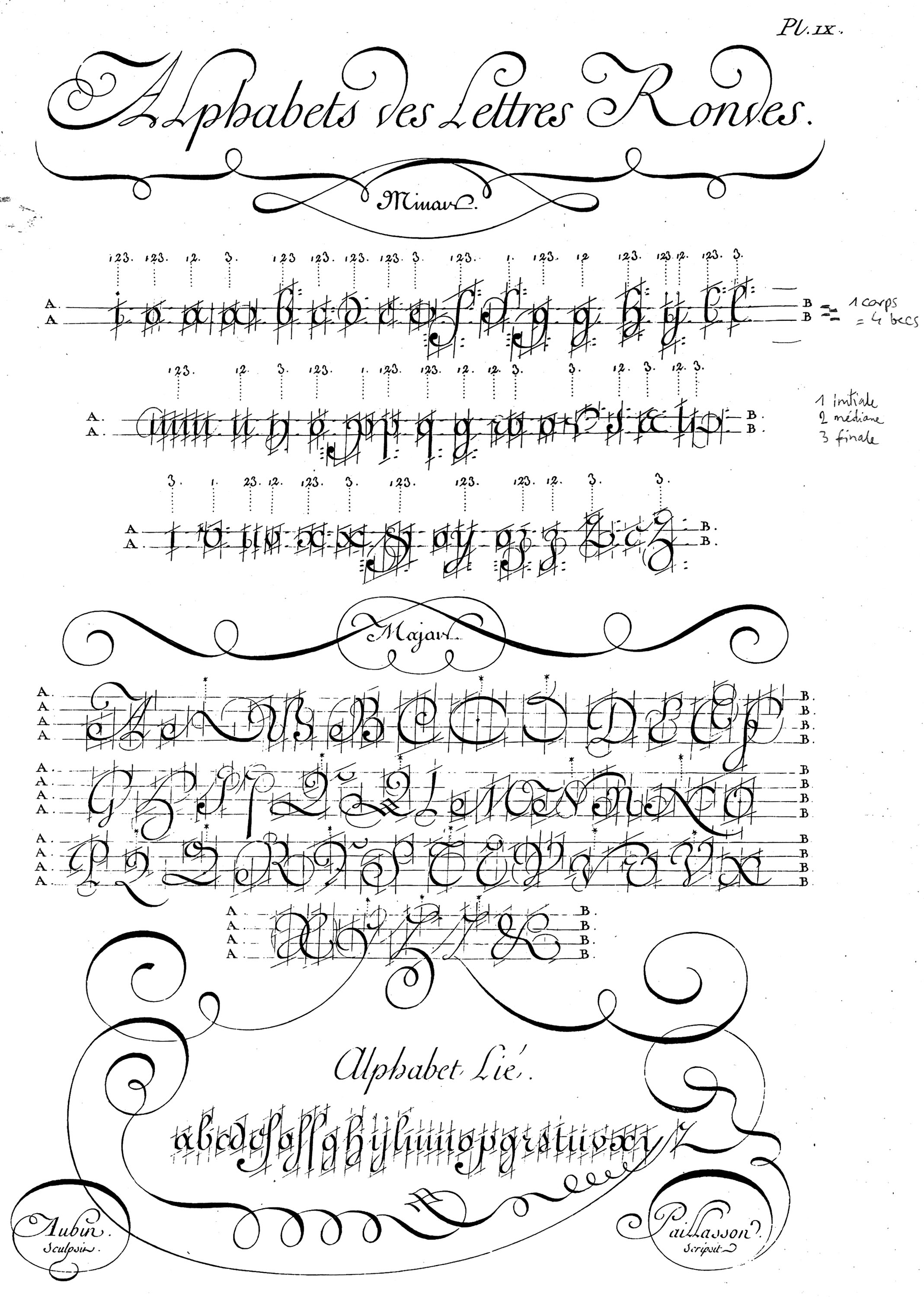
Schriftbeispiel der Ronde des Kalligraphen Charles Paillasson aus Diderots Encyclopédie (1751–1780)
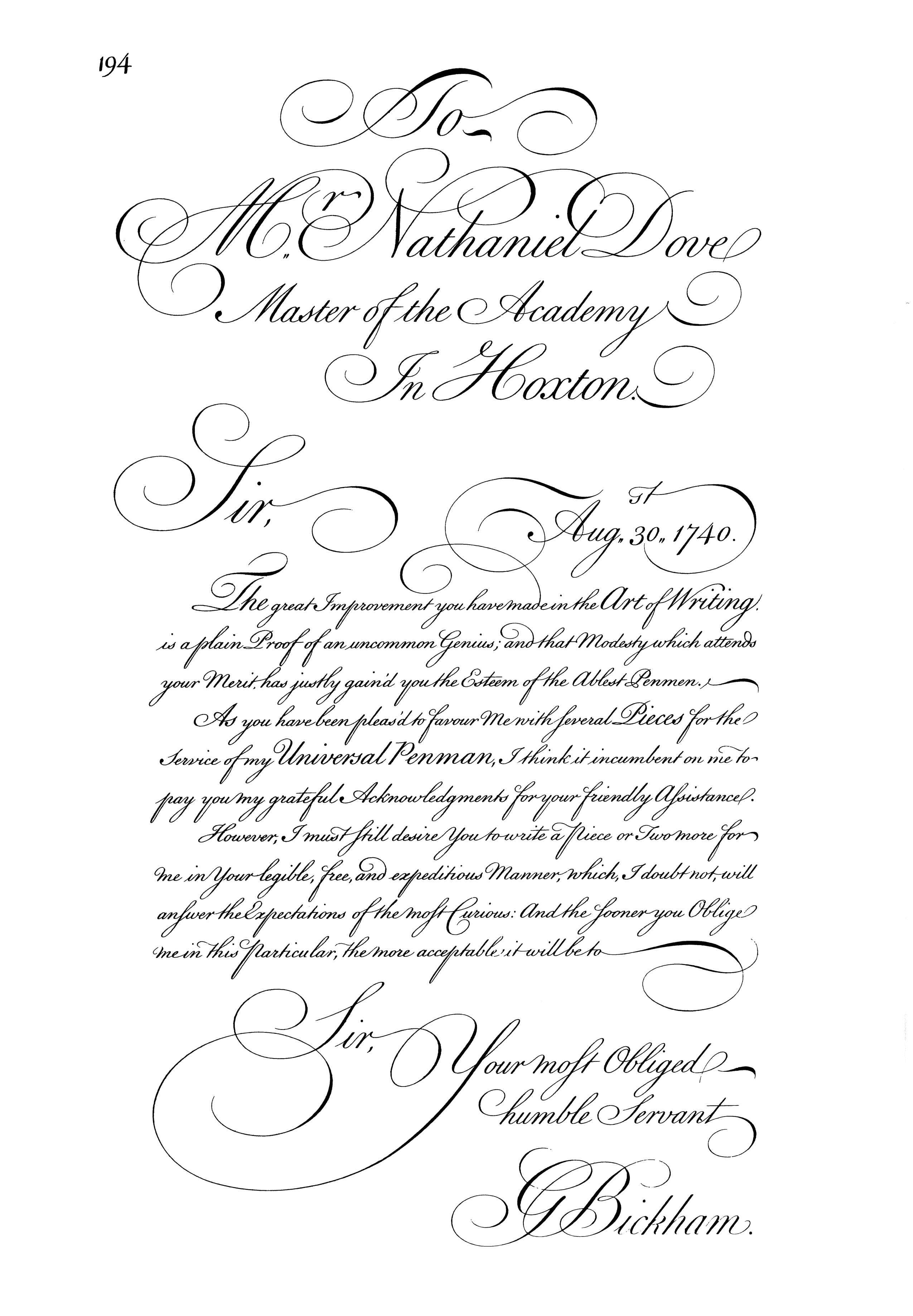
Die Round Hand von George Bickham, aus The Universal Penman, New York ca. 1740–1741

## Moderne Weiterentwicklungen
Die ursprüngliche humanistische Kursive mit ihrem im Vergleich zur lateinischen Schreibschrift deutlich klareren und leichter lesbaren Schriftbild lebt bis heute nicht nur in der Kalligrafie und in kursiven Drucktypen fort, sondern auch in der Handschrift. Sie bildete den Ausgangspunkt für im 20. Jahrhundert entwickelte Kursivschriften, darunter die Schulausgangsschrift Gleichstrich-Kursiv in der DDR und ihre im Kunstunterricht mit Wechselzug gelehrte Variante Schulschrift-Kursiv. In den letzten Jahrzehnten wurde die im englischsprachigen Raum als Italic script bezeichnete Schrift als leichter zu erlernende Form der Schreibschrift wiederbelebt, insbesondere in den USA. Ein Beispiel hierfür ist die 1976 entwickelte Schrift Getty-Dubay, die seither viele amerikanische Schulkinder verwenden. Selbst das kleine Island entwickelte eine Schulschrift mit Kleinbuchstaben, die aus der Cancellaresca entwickelt wurden.

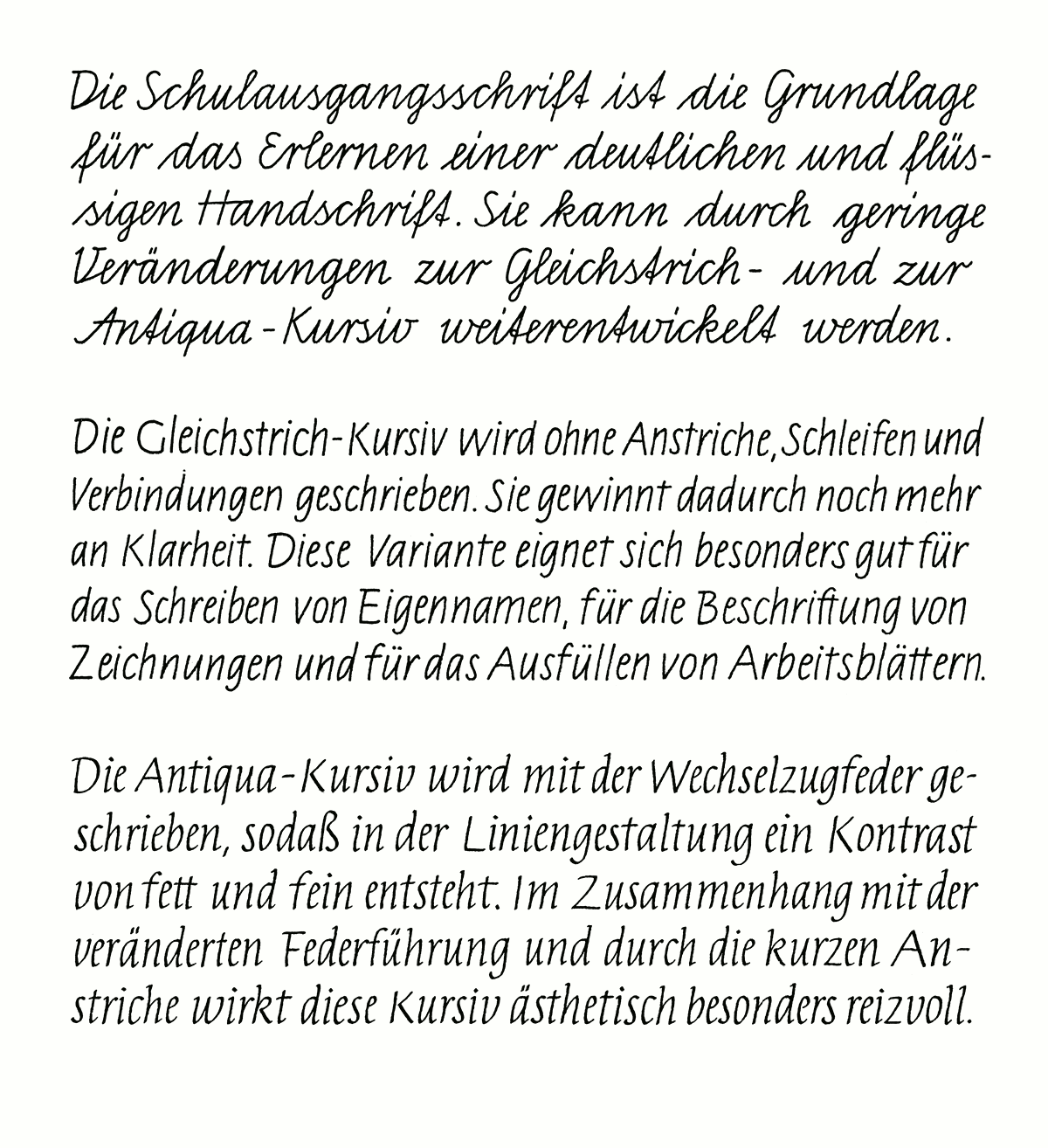
Die Gleichstrich-Kursiv (Mitte) und Schulschrift-Kursiv (unten)
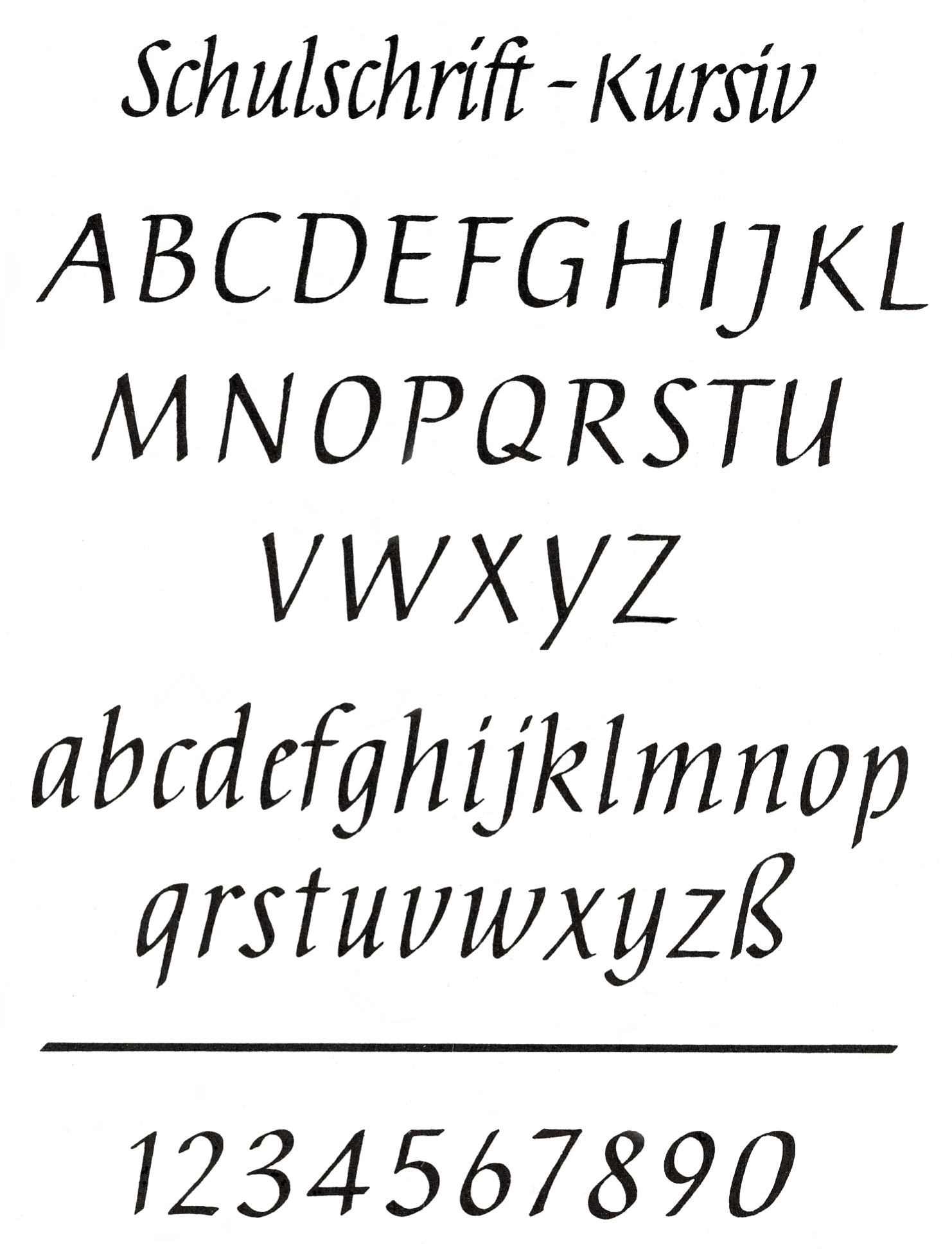
Alphabet der Schulschrift-Kursiv
Schulschrift in Island, Kleinbuchstaben italic
Schulschrift in Schweden 1975 (Majuskeln 1989)[23]
Schulschrift in den USA